# Liste der denkmalgeschützten Objekte in Villach
Die Liste der denkmalgeschützten Objekte in Villach enthält die 152 denkmalgeschützten, unbeweglichen Objekte der Kärntner Gemeinde Villach.

## Denkmäler
| Foto  |                 | Denkmal | Standort                                                              | Beschreibung | Metadaten |
| ----- | --------------- | --- | --------------------------------------------------------------------- | --- | --- |
| ja    | Datei hochladen | Kath. Pfarrkirche hl. Nikolaus und Friedhof HERIS-ID: 54767 Objekt-ID: 63162                                                            | St. Niklas, St.Niklas-Platz Standort KG: Bogenfeld                    | Die Kirche mit Turm im nördlichen Chorwinkel ist ein einfacher neobarocker Bau von 1862. Der neobarocke Hauptaltar von 1899 mit Opfergangsportalen ist von Ignaz Oblak. Ein spätbarocker Seitenaltar mit Säulenarchitektur stammt aus der Mitte des 18. Jahrhunderts. | BDA-Hist.: Q2083124 Status: § 2a Stand der BDA-Liste: 2025-06-30 Name: Kath. Pfarrkirche hl. Nikolaus und Friedhof GstNr.: .17/1, 247 Pfarrkirche St. Niklas an der Drau (Villach) |
| ja    | Datei hochladen | Pfarrhof HERIS-ID: 96852 Objekt-ID: 112493                                                                                              | St. Niklas, St.Niklas-Platz 6 Standort KG: Bogenfeld                  | | BDA-Hist.: Q37768925 Status: § 2a Stand der BDA-Liste: 2025-06-30 Name: Pfarrhof GstNr.: .19/2 Pfarrhof Sankt Niklas, Villach |
| ja    | Datei hochladen | Urgeschichtliche Höhensiedlung und mittelalterliche Burgruine am Wauberg HERIS-ID: 113114 Objekt-ID: 131350seit 2019                    | Wauberg Standort KG: Bogenfeld                                        | | BDA-Hist.: Q105646931 Status: Bescheid Stand der BDA-Liste: 2025-06-30 Name: Urgeschichtliche Höhensiedlung und mittelalterliche Burgruine am Wauberg GstNr.: 912 Fortification Wauberg |
| ja    | Datei hochladen | Kath. Filialkirche hl. Andreas HERIS-ID: 53565 Objekt-ID: 61555                                                                         | Egg am Faakersee, bei Taborweg 2 Standort KG: Drobollach              | Die kleine gotische Dorfkirche hat einen leicht eingezogenen Chor, einen östlichen hölzernen Dachreiter und eine Vorlaube in Schiffsbreite auf gemauerten Pfeilern. Der kreuzrippengewölbte Chor hat einen 3/8-Schluss. Der einfache Hochaltar ist von Ende des 17. Jahrhunderts. | BDA-Hist.: Q38057606 Status: § 2a Stand der BDA-Liste: 2025-06-30 Name: Kath. Filialkirche hl. Andreas GstNr.: .71 Filialkirche hl. Andreas, Egg am Faakersee |
| ja    | Datei hochladen | Burgruine Federaun HERIS-ID: 35855 Objekt-ID: 34689                                                                                     | Unterfederaun, nördlich Federauner Straße 10 Standort KG: Federaun    | Beherrschend auf einem Hügel der Graschelitzen. Reste eines Vorwerks am Fuße des Hügels. Zwischen 1146 und 1160 von Bischof Eberhard II. von Bamberg erbaut. 1232/33 zerstört, jedoch bald wiederhergestellt. Mitte des 12. Jahrhunderts bis 1759 bambergischer Besitz. 1353 werden 2 Türme erwähnt; auf dem einen saß Berthold von Dietrichstein, den er gepawen. 1383 wieder zwei Türme, die auf der Greyl liegen, erwähnt. Ab 1431 sind die Khevenhüller im Lehensbesitz Federaun. 1488 wird der Turm bei der Brücke Thurnegg genannt. Im 17. Jahrhundert ist nur mehr von Thurnegg die Rede; die obere Burg und der zweite Turm an der Gail scheinen zu dieser Zeit bereits verfallen gewesen zu sein. Von der Hauptburg Reste des Bergfrieds und Mauerzüge erhalten; im Hof Zisterne erkennbar. Am Südfuß des Hügels auf isoliertem Felsblock Mauerreste eines massigen Vorturmes (Thurnegg). Wappeninschrift-Stein bezeichnet 1575. Auf der Burg Teile einer Schrotanlage. Die Burgruine Federaun ist heute im Besitz der Bundesforste.                                                         | BDA-Hist.: Q1015284 Status: Bescheid Stand der BDA-Liste: 2025-06-30 Name: Burgruine Federaun GstNr.: .57/1, .57/2, .57/3, 453/2 Burg Federaun |
| ja    | Datei hochladen | Wehrturm HERIS-ID: 36055 Objekt-ID: 34910                                                                                               | Unterfederaun, Federauner Straße 14 Standort KG: Federaun             | Der ruinöse massige Turm (Thurnegg) war ein Vorwerk der Burg Federaun. | BDA-Hist.: Q64512570 Status: Bescheid Stand der BDA-Liste: 2025-06-30 Name: Wehrturm GstNr.: .62 Burg Federaun |
| ja    | Datei hochladen | Gasthaus Pichler, ehem. Gewerkenhaus HERIS-ID: 84864 Objekt-ID: 99022                                                                   | Unterfederaun, Federauner Straße 14 Standort KG: Federaun             | Das ehemalige Gewerkenhaus ist ein achtachsiger, dreigeschoßiger Bau mit einem Speichergeschoß unter hohem Walmdach, der um 1750 errichtet wurde. | BDA-Hist.: Q38184150 Status: Bescheid Stand der BDA-Liste: 2025-06-30 Name: Gasthaus Pichler, ehem. Gewerkenhaus GstNr.: .63 |
| ja    | Datei hochladen | Kath. Filialkirche hl. Matthäus HERIS-ID: 58015 Objekt-ID: 68439                                                                        | Unterfederaun, westlich Federauner Straße 14 Standort KG: Federaun    | Die kleine gotische Kirche ist ein einheitlicher Bau mit Chor mit 3/8-Schluss, Südturm mit Spitzhelm, großer Holzempore und einem Hauptaltar von 1680. | BDA-Hist.: Q1412800 Status: § 2a Stand der BDA-Liste: 2025-06-30 Name: Kath. Filialkirche hl. Matthäus GstNr.: .44 Filialkirche hl. Matthäus, Unterfederaun, Villach |
| ja    | Datei hochladen | Kath. Filialkirche hl. Maria Magdalena und Friedhof HERIS-ID: 84729 Objekt-ID: 98873                                                    | Oberschütt, bei Gladiolenweg 2 Standort KG: Federaun                  | Urkundlich 1368 beziehungsweise 1372 erwähnt. Dorfkirche urkundlich durch Meister Leonhard Walznstein erneuert. Barockisierte, gotische Saalkirche. 1997/1998 Außenrestaurierung. An der Südfassade Freilegung eines mit 1575 bezeichneten Christopherusfreskos und einer vielfigurigen Kreuzigung. | BDA-Hist.: Q38183706 Status: § 2a Stand der BDA-Liste: 2025-06-30 Name: Kath. Filialkirche hl. Maria Magdalena und Friedhof GstNr.: .19 Filialkirche Maria Magdalena, Oberschütt |
| ja    | Datei hochladen | Schrotturm HERIS-ID: 35856 Objekt-ID: 34690seit 2012                                                                                    | Standort KG: Federaun                                                 | Teile einer Schrotanlage auf der Burgruine Federaun erhalten. Sie befinden sich am vertikalen Felsabbruch der Graschelitzen nördlich der Gewerkenhäuser. | BDA-Hist.: Q28546561 Status: Bescheid Stand der BDA-Liste: 2025-06-30 Name: Schrotturm GstNr.: .57/2 |
| ja    | Datei hochladen | Altstraße und Hügelgräber zwischen Warmbad Villach und Oberfederaun HERIS-ID: 112014 Objekt-ID: 130061seit 2017                         | Standort KG: Federaun                                                 | Von der römerzeitlichen Straße sind in den Fels eingemeißelte Passagen mit Spurrillen, gehauenen Querrillen und begleitenden Steigen zu sehen. Anmerkung: das sichtbare Stück Altstraße erstreckt sich über die Katastralgemeinden Federaun und Judendorf. | BDA-Hist.: Q37828124 Status: Bescheid Stand der BDA-Liste: 2025-06-30 Name: Altstraße und Hügelgräber zwischen Warmbad Villach und Oberfederaun GstNr.: 322/1, 442, 322/10, 322/11, 322/6, 439/12, 439/11, 439/15, 599 Römerstraße Warmbad Villach - Oberfederaun                                                             |
| ja    | Datei hochladen | Römischer Straßenzug zwischen Warmbad Villach und Oberfederaun HERIS-ID: 58971seit 2021                                                 | Standort KG: Federaun                                                 | Anmerkung: Die im Bescheid genannten Grundstücke bilden ein großflächiges Areal, Koordinaten an einer Grundstücksgrenze | BDA-Hist.: Q107625900 Status: Bescheid Stand der BDA-Liste: 2025-06-30 Name: Römischer Straßenzug zwischen Warmbad Villach und Oberfederaun GstNr.: 322/11, 322/6, 439/12, 322/10, 439/11, 439/15, 322/1, 442, 599 |
| ja    | Datei hochladen | Kath. Filialkirche hll. Philippus und Jakobus HERIS-ID: 53795 Objekt-ID: 61836                                                          | Gratschach, Dr.Görlich-Straße Standort KG: Gratschach                 | Das Bauwerk ist eine kleine romanische Kirche mit niedrigerem quadratischen Chor, einem östlich hölzernen Dachreiter, Spitzhelm und hölzernem Vordach im Westen. Südwand und Chor weisen kleine romanische Fenster auf. Die Filialkirche ist mit einem Schindeldach gedeckt. An der südlichen Außenmauer sind zahlreiche skulptierte Bruchstücke von einem römerzeitlichen Grabbau einzementiert: Pilasterfragmente, Tritonrelief, welches in der 2. Hälfte des 20. Jahrhunderts durch Vandalenakte (man schlug mit einem Hammer die erhabenen Teile des in ein Horn blasenden griechischen Meeresgottes ab) stark beschädigt wurde, Friesbalken mit Rankenornament, Delphinrelief, ferner ein Fragment mit einem eingeritzten Lämmchen unsicherer Datierung. | BDA-Hist.: Q38058495 Status: § 2a Stand der BDA-Liste: 2025-06-30 Name: Kath. Filialkirche hll. Philippus und Jakobus GstNr.: .67 Filialkirche hll. Philipp und Jakob, Gratschach, Villach |
| ja    | Datei hochladen | Kath. Pfarrkirche Herz-Mariae, Maria Landskron HERIS-ID: 86912 Objekt-ID: 101249                                                        | Landskron, bei Franz-von-Assisi-Straße 11 Standort KG: Gratschach     | Erbaut und geweiht im Jahr 1967. Großer genordeter Saalbau mit südwestlichem Turm; Betonrahmenkonstruktion; Einrichtung aus der Bauzeit. Baumeister Klinger, Herzung, Altarraum Alfons Nessmann. | BDA-Hist.: Q23924693 Status: § 2a Stand der BDA-Liste: 2025-06-30 Name: Kath. Pfarrkirche Herz-Mariae, Maria Landskron GstNr.: 914/7, 911/1 Pfarrkirche Herz Mariae, Landskron |
| ja    | Datei hochladen | Hügelgräberfeld Michaelerteich HERIS-ID: 46137 Objekt-ID: 47817                                                                         | Gratschach Standort KG: Gratschach                                    | Das Gräberfeld umfasst gut 15 deutlich sichtbare Hügelgräber, vermutlich der älteren Hallstattkultur zuzuordnen und schon in der Antike beraubt. | BDA-Hist.: Q38019468 Status: Bescheid Stand der BDA-Liste: 2025-06-30 Name: Hügelgräberfeld Michaelerteich GstNr.: 742, 739, 741, 740, 745 |
| ja    | Datei hochladen | Wegkapelle HERIS-ID: 84883 Objekt-ID: 99041                                                                                             | Landskron, bei Dr.-Görlich-Straße 33 Standort KG: Gratschach          | Die 1888 errichtete Wegkapelle ist ein kleiner Kapellenbau über quadratischen Grundriss mit neoklassizistischen Giebelfronten. | BDA-Hist.: Q38184172 Status: § 2a Stand der BDA-Liste: 2025-06-30 Name: Wegkapelle GstNr.: 1134 Wegkapelle Hochfeldstraße in Villach-Landskron |
| ja    | Datei hochladen | Schule HERIS-ID: 36195 Objekt-ID: 35053                                                                                                 | Landskron, Ossiacher Straße 67 Standort KG: Gratschach                | Anmerkung: Volksschule 8 | BDA-Hist.: Q37969252 Status: Bescheid Stand der BDA-Liste: 2025-06-30 Name: Schule GstNr.: 927/3 |
| ja    | Datei hochladen | Burgruine Landskron HERIS-ID: 36273 Objekt-ID: 35131                                                                                    | Landskron, Schloßbergweg 30 Standort KG: Gratschach                   | Die um 1550 auf einem zerstörten Vorgängerbau errichtete Burg verfällt seit einem Brand 1812. Die Burg bestand aus zwei rechtwinkelig zueinander angeordneten Trakten und einer südlich davon befindlichen Kapelle und ist von Wehrmauern und Basteien umgeben. | BDA-Hist.: Q700639 Status: Bescheid Stand der BDA-Liste: 2025-06-30 Name: Burgruine Landskron GstNr.: 1068 Burg Landskron |
| ja    | Datei hochladen | Spätmittelalterlicher Aquädukt zur Ruine Landskron HERIS-ID: 99196 Objekt-ID: 115289seit 2018                                           | Standort KG: Gratschach                                               | Das spätmittelalterliche Aquädukt diente zur Wasserversorgung der Burg Landskron. Die erhaltenen Reste wurden im Jahr 2000 restauriert. | BDA-Hist.: Q105646737 Status: Bescheid Stand der BDA-Liste: 2025-06-30 Name: Spätmittelalterlicher Aquädukt zur Ruine Landskron GstNr.: 1067/1, 1067/2 Burg Landskron - aqueduct |
| ja    | Datei hochladen | Kruzifix bei der Filialkirche hll. Philippus und Jakobus HERIS-ID: 96853 Objekt-ID: 112497                                              | Gratschach, gegenüber Max-Lauritsch-Straße 51 Standort KG: Gratschach | Mittelgroßes Kruzifix mit ungefasstem Christus. | BDA-Hist.: Q37768936 Status: § 2a Stand der BDA-Liste: 2025-06-30 Name: Kruzifix bei der Filialkirche hll. Philippus und Jakobus GstNr.: 785/1 Kruzifix bei der Filialkirche hll. Philippus und Jakobus |
| ja    | Datei hochladen | Kath. Filialkirche hl. Michael HERIS-ID: 54753 Objekt-ID: 63142                                                                         | St. Michael, östlich Michaeler Straße 95a Standort KG: Gratschach     | Die Kirche ist ein kleiner romanischer Bau mit Halbkreisapsis, östlichem Dachreiter und westlicher Vorlaube. Bemerkenswert sind ein kleiner gotischer Flügelaltar und ein romanisches Kruzifix. | BDA-Hist.: Q1413192 Status: § 2a Stand der BDA-Liste: 2025-06-30 Name: Kath. Filialkirche hl. Michael GstNr.: .39 Filialkirche St. Michael (Villach) |
| ja    | Datei hochladen | Kath. Filialkirche hl. Andreas HERIS-ID: 54642 Objekt-ID: 63001                                                                         | Gratschach, Ossiachersee Süduferstraße Standort KG: Gratschach        | Die kleine Kapelle mit Dachreiter und offener westlicher Vorhalle wurde im 19. Jahrhundert errichtet. In ihr befinden sich ein einfacher neugotischer Altar und eine Wappengrabplatte von 1650. | BDA-Hist.: Q1413049 Status: § 2a Stand der BDA-Liste: 2025-06-30 Name: Kath. Filialkirche hl. Andreas GstNr.: .94 Filialkirche St. Andrä (Villach) |
| ja    | Datei hochladen | Kriegerdenkmal neben Filialkirche hl. Andreas HERIS-ID: 84849 Objekt-ID: 99006                                                          | Gratschach, Ossiachersee Süduferstraße Standort KG: Gratschach        | Das Kriegerdenkmal westlich der Kirche besteht aus einem Figurenfries über einem Pfeiler und einem darüber liegenden Kreuz. Das Denkmal ist mit Beres 1932 bezeichnet. | BDA-Hist.: Q38184136 Status: § 2a Stand der BDA-Liste: 2025-06-30 Name: Kriegerdenkmal neben Filialkirche hl. Andreas GstNr.: 1029/1 Kriegerdenkmal Villach-St. Andrä |
| ja    | Datei hochladen | Kath. Pfarrkirche Hl. Geist und Friedhof HERIS-ID: 53876 Objekt-ID: 61945                                                               | Heiligengeist Standort KG: Heiligengeist                              | Die kleine gotische Kirche mit Dachreiter wurde im 19. Jahrhundert mit der hölzernen Westempore und einer Pfeilervorhalle versehen. An der Nordwand sind Wandmalereien aus dem 15. Jahrhundert. Der Hauptaltar von 1780 ist von Hieronymus Wirth. | BDA-Hist.: Q2082677 Status: § 2a Stand der BDA-Liste: 2025-06-30 Name: Kath. Pfarrkirche Hl. Geist und Friedhof GstNr.: .21, 258/2 Pfarrkirche hl. Geist, Heiligengeist, Villach |
| ja    | Datei hochladen | Wegkapelle HERIS-ID: 84833 Objekt-ID: 98989                                                                                             | Judendorfer Straße Standort KG: Judendorf                             | Der kleine Kapellenbau unter Schindeldach mit Dachreiter wurde 1790 erbaut und birgt im Inneren eine Kreuzigungsgruppe. | BDA-Hist.: Q38184038 Status: § 2a Stand der BDA-Liste: 2025-06-30 Name: Wegkapelle GstNr.: 801 Wegkapelle Judendorfer Straße |
| ja    | Datei hochladen | Hügelgräberfeld Napoleonwiese HERIS-ID: 111991 Objekt-ID: 130038seit 2013                                                               | Napoleonwiese Standort KG: Judendorf                                  | Das Hügelgräberfeld Napoleonwiese zählt zu den ältesten sichtbaren Zeugnissen menschlicher Zivilisation im Raum Villach. Bestattungen fanden zwischen 850/800 und 550 v. Chr. statt. Die Toten wurden verbrannt und in Urnen bestattet. Zu Beginn des 19. Jahrhunderts zählte man noch 60 dieser Riesen- oder Heidengräber. 1871 ließen Gundacker Graf von Wurmbrand, Felix von Luschan und Ritter von Gallenstein mehrere Gräber öffnen. Luschan entdeckte das überregional bedeutende „Kriegergrab von Villach“. Ende des 19. Jahrhunderts wurde die Napoleonwiese zum militärischen Übungsgebiet und ein Großteil der Hügelgräber eingeebnet. | BDA-Hist.: Q37828062 Status: Bescheid Stand der BDA-Liste: 2025-06-30 Name: Hügelgräberfeld Napoleonswiese GstNr.: 482/4 Napoleonwiese Hügelgräberfeld |
| ja    | Datei hochladen | Aufnahmsgebäude, Bahnhof Warmbad HERIS-ID: 85894 Objekt-ID: 100143                                                                      | Warmbader Straße 105 Standort KG: Judendorf                           | Der Bahnhof Warmbad wurde in der zweiten Hälfte des 19. Jahrhunderts errichtet. Das eingeschoßige Hauptgebäude über kreuzförmigem Grundriss und schmäleren seitlichen Flanken besitzt Fachwerkauflagen. | BDA-Hist.: Q125504304 Status: Bescheid Stand der BDA-Liste: 2025-06-30 Name: Aufnahmsgebäude, Bahnhof Warmbad GstNr.: .46 Aufnahmsgebäude Bahnhof Villach Warmbad |
| ja    | Datei hochladen | Altstraße und Hügelgräber zwischen Warmbad Villach und Oberfederaun HERIS-ID: 112015 Objekt-ID: 130062seit 2017                         | Standort KG: Judendorf                                                | siehe KG Federaun | BDA-Hist.: Q64031931 Status: Bescheid Stand der BDA-Liste: 2025-06-30 Name: Altstraße und Hügelgräber zwischen Warmbad Villach und Oberfederaun GstNr.: 736/53, 736/50, 736/51, 736/52, 736/48, 736/49, 736/55, 736/157, 482/11, 736/54, 789/1, 482/3, 482/12 Römerstraße Warmbad Villach - Oberfederaun                      |
| ja    | Datei hochladen | Urgeschichtliche und befestigte spätantike Höhensiedlung mit Kultstätten Tscheltschnigkogel HERIS-ID: 113165 Objekt-ID: 131413seit 2019 | Tscheltschnigkogel Standort KG: Judendorf                             | → Hauptartikel : Tscheltschnigkogel f1 | BDA-Hist.: Q2457709 Status: Bescheid Stand der BDA-Liste: 2025-06-30 Name: Urgeschichtliche und befestigte spätantike Höhensiedlung mit Kultstätten Tscheltschnigkogel GstNr.: 733, 736/5, 736/6, 736/7, 736/8, 736/9, 736/10, 736/11, 736/12, 736/13, 736/15, 721/1, 723, 724, 725, 727, 731, 735, 736/14 Tscheltschnigkogel |
| ja    | Datei hochladen | Römischer Straßenzug zwischen Warmbad Villach und Oberfederaun HERIS-ID: 60240seit 2021                                                 | Standort KG: Judendorf                                                | Anmerkung: Die im Bescheid genannten Grundstücke bilden ein großflächiges Areal, Koordinaten an einer Grundstücksgrenze | BDA-Hist.: Q107625939 Status: Bescheid Stand der BDA-Liste: 2025-06-30 Name: Römischer Straßenzug zwischen Warmbad Villach und Oberfederaun GstNr.: 736/54, 736/50, 736/51, 736/55, 736/157, 736/53, 736/52, 736/48, 736/49, 482/11, 789/1, 482/3, 482/12                                                                     |
| ja    | Datei hochladen | Pfarrhof HERIS-ID: 54278 Objekt-ID: 62469                                                                                               | Maria Gail, 18. November-Platz 10 Standort KG: Maria Gail             | Der Pfarrhof neben der Kirche ist ein hakenförmiger, zweigeschoßiger Bau des 18. Jahrhunderts mit einem Walmdach. Die zwei Rundbogenportale sowie die Fassade sind erneuert. | BDA-Hist.: Q38060205 Status: § 2a Stand der BDA-Liste: 2025-06-30 Name: Pfarrhof GstNr.: .69/1, 939/2 Pfarrhof, Maria Gail |
| ja    | Datei hochladen | Kath. Pfarrkirche Zu Unserer Lieben Frau und Friedhof HERIS-ID: 54277 Objekt-ID: 62468                                                  | Maria Gail Standort KG: Maria Gail                                    | Die Kirche der Urpfarre des Villacher Raums mit mächtigem viergeschoßigem Chorturm stammt im Kern aus dem 12./13. Jahrhundert und erhielt Anfang des 17. Jahrhunderts ihre heutige Gestalt. An der nördlichen Langhauswand sind Freskenreste aus dem 13. Jahrhundert. Zur Einrichtung gehören der Hochaltar von 1700, zwei Seitenaltäre aus der Mitte des 18. Jahrhunderts, ein bemerkenswerter spätgotischer Flügelaltar und ein spätbarocker Altar in der Chorkapelle. | BDA-Hist.: Q15303855 Status: § 2a Stand der BDA-Liste: 2025-06-30 Name: Kath. Pfarrkirche Zu Unserer Lieben Frau und Friedhof GstNr.: .71, 935 Pfarrkirche Maria Gail |
| ja    | Datei hochladen | Wegkapelle HERIS-ID: 84745 Objekt-ID: 98889                                                                                             | Auer-v.-Welsbach-Straße Standort KG: Perau                            | Bei dieser Wegkapelle handelt es sich um einen kleinen Rechteckbau mit einem klassizierenden Giebelvorbau auf toskanischen Säulen. Das Gitter bezeichnet das Jahr 1925. | BDA-Hist.: Q38183782 Status: § 2a Stand der BDA-Liste: 2025-06-30 Name: Wegkapelle GstNr.: .60/2 |
| ja    | Datei hochladen | Bildstock HERIS-ID: 84832 Objekt-ID: 98988                                                                                              | Burgenlandstraße/Margeritenstraße Standort KG: Perau                  | Dieser Nischenbildstock wurde um das Jahr 1900 errichtet. | BDA-Hist.: Q38184028 Status: § 2a Stand der BDA-Liste: 2025-06-30 Name: Bildstock GstNr.: 337/1 |
| ja    | Datei hochladen | Wallfahrtskirche Heiligenkreuz mit Heiligenkreuzkapelle und ehem. Friedhof HERIS-ID: 58013 Objekt-ID: 68435                             | Ossiacher Zeile Standort KG: Perau                                    | Die Wallfahrtskirche ist ein bedeutender spätbarocker Bau mit Doppelturmfassade und Zentralkuppelraum. Die Fresken im Gewölbe schuf Fritz Fröhlich 1960. Die Einrichtung ist einheitlich aus der Bauzeit (2. Viertel des 18. Jahrhunderts). | BDA-Hist.: Q1595204 Status: § 2a Stand der BDA-Liste: 2025-06-30 Name: Wallfahrtskirche Heiligenkreuz mit Heiligenkreuzkapelle und ehem. Friedhof GstNr.: .15, 417 Heiligenkreuzkirche, Villach |
| ja    | Datei hochladen | Pfarrhof HERIS-ID: 85878 Objekt-ID: 100125                                                                                              | Ossiacher Zeile 41 Standort KG: Perau                                 | Der Pfarrhof Perau ist ein zweigeschoßiger, fünfachsiger Bau unter hohem Walmdach aus der zweiten Hälfte des 17. Jahrhunderts. Die Fassade weist frühbarocken Stuckdekor auf. Das fünfjochige Vestibül und die Obergeschoßhalle sowie Erdgeschoßräume besitzen Stichkappentonnen aus der zweiten Hälfte des 17. Jahrhunderts. | BDA-Hist.: Q37713625 Status: § 2a Stand der BDA-Liste: 2025-06-30 Name: Pfarrhof GstNr.: 18 Pfarrhof Villach-Heiligenkreuz |
| ja    | Datei hochladen | Wohnhaus, Perauhof HERIS-ID: 85882 Objekt-ID: 100129                                                                                    | Perauhof 2 Standort KG: Perau                                         | Der Perauhof ist ein spätbiedermeierlicher, zweigeschoßiger Bau aus der Mitte des 19. Jahrhunderts. Die elfachsige Fassade ist durch einen über Treppen erreichbaren und über Pfeilerarkaden errichteten Mittelrisalit mit Frontispiz akzentuiert. Das Grabdenkmal für Anton Ghon wurde von Franz Rainalter geschaffen. | BDA-Hist.: Q37713668 Status: Bescheid Stand der BDA-Liste: 2025-06-30 Name: Wohnhaus, Perauhof GstNr.: .16/5, 41/1, .16/3 Perauhof, Villach |
| ja    | Datei hochladen | Villa HERIS-ID: 96920seit 2022 | Peraustraße 22 Standort KG: Perau                                     | | BDA-Hist.: Q112960697 Status: Bescheid Stand der BDA-Liste: 2025-06-30 Name: Villa GstNr.: .74, 429 |
| ja    | Datei hochladen | Bezirksgericht HERIS-ID: 55091 Objekt-ID: 63597                                                                                         | Peraustraße 25 Standort KG: Perau                                     | Das Gerichtsgebäude wurde 1927/28 von Nasimbeni und Wendler unter Einfluss des Wiener Gemeindebaustils errichtet. Der viergeschoßige Bau wird durch den Stiegenhausturm, Risalite und horizontale Bänderung gegliedert. Bei der Restaurierung 1991 wurde das äußere Erscheinungsbild der Entstehungszeit wiederhergestellt. | BDA-Hist.: Q38063610 Status: Bescheid Stand der BDA-Liste: 2025-06-30 Name: Bezirksgericht GstNr.: .151 Bezirksgericht in Villach |
| ja    | Datei hochladen | Villa Pirker und Treu/ehem. Villa Raditschnig HERIS-ID: 85863 Objekt-ID: 100110seit 2012                                                | Pestalozzistraße 29 Standort KG: Perau                                | 1920 von Franz Baumgartner entworfen, 1922 von Hermann Raditschnig erbaut, abwechslungsreich gegliederte Villa, im Formenvokabular an die Jahrhundertwende anschließend; Renovierung 1980. | BDA-Hist.: Q37712835 Status: Bescheid Stand der BDA-Liste: 2025-06-30 Name: Villa Pirker und Treu/ehem. Villa Raditschnig GstNr.: .101, 32/1 |
| ja    | Datei hochladen | Kath. Filialkirche hl. Georg HERIS-ID: 54655 Objekt-ID: 63018                                                                           | St. Georgen, Brunnenplatz Standort KG: Pogöriach                      | Die Kirche hat einen leicht eingezogenen spätgotischen Chor mit Streben, ein barock umgestaltetes Langhaus, einen östlichen Dachreiter und eine kleine Vorhalle von 1955. Die Flachdecke mit Stuckkassetten im Langhaus ist etwa von 1600. Zur Einrichtung zählen der barocke Hochaltar von Mitte des 17. Jahrhunderts, der Seitenaltar mit Nothburga-Gemälde und ein gotischer Schrank in der Sakristei. | BDA-Hist.: Q1413081 Status: § 2a Stand der BDA-Liste: 2025-06-30 Name: Kath. Filialkirche hl. Georg GstNr.: .37 St. Georg (St. Georgen) |
| ja    | Datei hochladen | Bildstock, Weißes Kreuz HERIS-ID: 84753 Objekt-ID: 98897                                                                                | Bildstöcklstraße/Udinestraße Standort KG: Seebach                     | Das sogenannte „Weiße Kreuz“ ist ein erstmals 1399 urkundlich erwähnter gotischer Pfeilerbildstock aus Stein mit einem vierseitigen Nischenaufsatz mit Zwei- und Dreipassformen, sowie einem Pyramidendach. In der nach Süden weisenden Nische befindet sich eine Kreuzigungsdarstellung mit Heiligen. Das „Weiße Kreuz“ ist ein ehemaliges Grenzkreuz. | BDA-Hist.: Q38183847 Status: § 2a Stand der BDA-Liste: 2025-06-30 Name: Bildstock, Weißes Kreuz GstNr.: 243/12 Weißes Kreuz in Villach - Seebach |
| ja    | Datei hochladen | Kath. Filialkirche hl. Magdalena HERIS-ID: 54716 Objekt-ID: 63098                                                                       | Dr.Schärf-Straße Standort KG: Seebach                                 | Der kleine Bau mit niedrigem halbrund geschlossenen Chor und westlichem Dachreiter mit Zwiebelhelm wurde um 1800 über einem mittelalterlichen, 1762 abgebrannten Vorgängerbau errichtet. Der barocke Hochaltar ist von Anfang des 18. Jahrhunderts. | BDA-Hist.: Q1413149 Status: § 2a Stand der BDA-Liste: 2025-06-30 Name: Kath. Filialkirche hl. Magdalena GstNr.: .110 Filialkirche St. Magdalen (Villach) |
| ja BW | Datei hochladen | Ehem. Herrenhaus HERIS-ID: 96854 Objekt-ID: 112499seit 2021                                                                             | Emailwerkstraße 25 Standort KG: Seebach                               | | BDA-Hist.: Q105668996 Status: Bescheid Stand der BDA-Liste: 2025-06-30 Name: Ehem. Herrenhaus GstNr.: 556 |
| ja    | Datei hochladen | Kath. Pfarrkirche hl. Leonhard HERIS-ID: 84724 Objekt-ID: 98868                                                                         | Franz-Jonas-Straße Standort KG: Seebach                               | Im spätgotischen Chor sind Fresken, etwa von 1400, erhalten; der Rest der Kirche geht auf Um- und Erweiterungsbauten des 20. Jahrhunderts zurück. Der Hauptaltar ist von Gernot Kulterer; außerdem sind ein kleiner spätgotischer Altar und zwei barocke Seitenaltäre in der Kirche. | BDA-Hist.: Q1688588 Status: § 2a Stand der BDA-Liste: 2025-06-30 Name: Kath. Filialkirche hl. Leonhard GstNr.: .8 Pfarrkirche St. Leonhard (Villach) |
| ja    | Datei hochladen | Ehem. Herrenhaus der Della Grotta HERIS-ID: 84842 Objekt-ID: 98999seit 2012                                                             | Untere Fellacher Straße 8 Standort KG: St. Martin                     | Ehemaliges Herrenhaus der Della Grotta. Bau im Kern 15. Jahrhundert in Hanglage über unregelmäßigem Grundriss mit gestaffelten Fronten; Fenstergewände 15. und 16. Jahrhundert; langgestreckter Flur mit Stichkappentonne, Erdgeschoßräume z. T. Kreuzgratgewölbe; nördlicher Trakt 18. Jahrhundert mit Platzlgewölben. | BDA-Hist.: Q38184105 Status: Bescheid Stand der BDA-Liste: 2025-06-30 Name: Ehem. Herrenhaus der Della Grotta GstNr.: .74/1 Herrenhaus della Grotta (Villach) |
| ja    | Datei hochladen | Kalvarienbergkapelle HERIS-ID: 54362 Objekt-ID: 62606                                                                                   | Kalvarienbergweg Standort KG: St. Martin                              | Die Kalvarienberganlage mit Kapelle wurde 1670 errichtet und 1673 geweiht. Das Kapellenschiff besitzt eine Felderdecke mit Rosetten aus dem 17. Jahrhundert, der Chor mit 5/8-Schluss eine Tonne mit Stichkappen. Der Hochaltar stammt aus dem zweiten Drittel des 18. Jahrhunderts. Die beiden Seitenaltäre sind mit 1670 bezeichnet. Die Kalvarienbergstationen sind mit Reliefs ausgestattet, die mit Ugowitzer 1975 bezeichnet sind. | BDA-Hist.: Q38060595 Status: § 2a Stand der BDA-Liste: 2025-06-30 Name: Kalvarienbergkapelle GstNr.: .168 |
| ja    | Datei hochladen | Kath. Pfarrkirche hl. Martin und Wehrkirchhof HERIS-ID: 55104 Objekt-ID: 63628                                                          | Kirchensteig Standort KG: St. Martin                                  | Die Kirche ist ein einschiffiger Bau mit breitem Querschiff, eingezogenem Chor und massivem Turm zwischen Langhaus und Querschiff. Der Chor mit 5/8-Schluss und zwei Kapellen ist spätgotisch; der Rest der Kirche mit ehemals romanischem Kern wurde nach Einsturz 1962 von Ernst Ranner neu errichtet. | BDA-Hist.: Q2083113 Status: § 2a Stand der BDA-Liste: 2025-06-30 Name: Kath. Pfarrkirche hl. Martin und Wehrkirchhof GstNr.: 1115/2 Pfarrkirche Villach St Martin |
| ja    | Datei hochladen | Kriegerdenkmal HERIS-ID: 84834 Objekt-ID: 98990                                                                                         | Kirchensteig Standort KG: St. Martin                                  | Das Kriegerdenkmal wurde in der Zwischenkriegszeit errichtet. Über einem mehrzonigen Sockel steht ein Obelisk mit Inschriftentafeln für die Gefallenen beider Weltkriege. | BDA-Hist.: Q38184057 Status: § 2a Stand der BDA-Liste: 2025-06-30 Name: Kriegerdenkmal GstNr.: 1115/2 Kriegerdenkmal St. Martin (Villach) |
| ja    | Datei hochladen | Gewerkenhausanlage und Kapelle HERIS-ID: 57858 Objekt-ID: 68187                                                                         | Obere Fellacher Straße 5 Standort KG: St. Martin                      | Die Liegenschaft war im 17. Jahrhundert im Besitz der Gewerken Josef und Caesar Monte del Gambro und ab 1640 im Besitz der Grafen von Grotta. 1846 wurde über der Bausubstanz des 16. Jahrhunderts durch Anna Obersteiner ein dreigeschoßiges, fünfachsiges, repräsentatives Biedermeierstöckl mit mächtigem Walmdach errichtet. Die klassizistisch-biedermeierliche Fassade ist mit Kolossalpilaster und Plattenstilelementen gegliedert. Das Haus hat ein bemerkenswertes Säulenstiegenhaus. In den südöstlichen Kellerräumen hat sich mit einem Stichkappentonnen-Gewölbe, einem Kreuzgewölbe mit aufgeputzten Graten, einem Rundbogenportal mit abgefastem Steingewände sowie Putzen gotische Bausubstanz aus dem 15./16. Jahrhundert erhalten. Im Garten steht südwestlich des Herrenhauses ein eingeschoßiges, mit Flachdach gedecktes Gartenhaus mit Säulenportikus an der Westfassade. Das Innere ist in Form einer Rotunde gestaltet: ein Ring von acht ionischen Säulen trägt eine Kuppel. In die Stützmauer ist eine ädikulaartige Kapelle mit Vordach auf toskanischen Säulen integriert. | BDA-Hist.: Q38079015 Status: Bescheid Stand der BDA-Liste: 2025-06-30 Name: Gewerkenhausanlage und Kapelle GstNr.: .115/3, .115/2, 616/1 Gewerkenhaus, Fellach (Villach) |
| ja    | Datei hochladen | Anlage Hensel-Kaserne, ehem. Regatschnig-Gut HERIS-ID: 113123 Objekt-ID: 131359seit 2019                                                | Obere Fellacher Straße 64, 69 Standort KG: St. Martin                 | Die Henselkaserne, ein monumentaler Rechtecksbau unter hohem Walmdach, mit seichtem Mittelrisalit mit Rustikaportal, wurde 1860 erbaut. Die Erdgeschoßräume besitzen Platzlgewölbe. Zum Denkmalobjekt gehört auch das Regatschnig-Gut auf Nr. 69 (Lage). Anmerkung: Das Hauptgebäude war bis 2018 als Hensel-Kaserne (ID: 99021) geschützt, der Schutz wurde 2019 auf das Regatschnig-Gut ausgedehnt. | BDA-Hist.: Q23689712 Status: Bescheid Stand der BDA-Liste: 2025-06-30 Name: Anlage Hensel-Kaserne, ehem. Regatschnig-Gut GstNr.: .151, 568/1 Hensel-Kaserne, Villach |
| ja    | Datei hochladen | Wohnhaus HERIS-ID: 99195 Objekt-ID: 115288                                                                                              | Schloßgasse 1 Standort KG: St. Martin                                 | | BDA-Hist.: Q37773830 Status: § 2a Stand der BDA-Liste: 2025-06-30 Name: Wohnhaus GstNr.: 1354/3 Villach, Schloßgasse 1 |
| ja    | Datei hochladen | Schloss Mörtenegg/Dinzlschloss HERIS-ID: 36178 Objekt-ID: 35035                                                                         | Schloßgasse 11 Standort KG: St. Martin                                | Das dreigeschoßige kubische Schloss mit zwei Wehrtürmen wurde Mitte des 16. Jahrhunderts errichtet, die Fassade im 18. Jahrhundert überarbeitet. | BDA-Hist.: Q1694043 Status: Bescheid Stand der BDA-Liste: 2025-06-30 Name: Schloss Mörtenegg/Dinzlschloss GstNr.: .1/1, .25, 1424, 1423/2, .26 Dinzlschloss |
| ja    | Datei hochladen | Kriegerdenkmal auf dem Waldfriedhof HERIS-ID: 84835 Objekt-ID: 98992                                                                    | Schmalgasse 17 Standort KG: St. Martin                                | Das Kriegerdenkmal ist eine monumentale Plastik einer trauernden Mutter über toten Soldaten, die 1953 von Josef Dobner geschaffen wurde. | BDA-Hist.: Q38184065 Status: § 2a Stand der BDA-Liste: 2025-06-30 Name: Kriegerdenkmal auf dem Waldfriedhof GstNr.: 1203/2 Kriegerdenkmal (Waldfriedhof Villach) |
| ja    | Datei hochladen | Aufbahrungshalle und Krematorium im Waldfriedhof HERIS-ID: 36183 Objekt-ID: 35041                                                       | Schmalgasse 17 Standort KG: St. Martin                                | Das Krematorium wurde 1952/53 von Erich Boltenstern in klaren kubistischen Formen unter flachen Walmdächern errichtet. | BDA-Hist.: Q37969135 Status: Bescheid Stand der BDA-Liste: 2025-06-30 Name: Aufbahrungshalle und Krematorium im Waldfriedhof GstNr.: .505, .506 Feuerhalle Villach |
| ja    | Datei hochladen | Portal und Kapelle des Friedhofes HERIS-ID: 84836 Objekt-ID: 98993                                                                      | St.Martiner-Straße 54 Standort KG: St. Martin                         | Die Friedhofsanlage steht auf schmalem Grundstück. Der 1894/95 errichtete Portalbau mit Kreuzgratgewölbe und klassizierender Giebelfront steht in einer Achse mit der Friedhofskapelle vom Ende des 19. Jahrhunderts. | BDA-Hist.: Q38184075 Status: Bescheid Stand der BDA-Liste: 2025-06-30 Name: Portal und Kapelle des Friedhofes GstNr.: .224, 1048/7 Friedhof St. Martin (Villach) - portal & chapel |
| ja    | Datei hochladen | Arzthaus Uhl HERIS-ID: 244099seit 2023                                                                                                  | Wüstenrotstraße 10 Standort KG: St. Martin                            | | BDA-Hist.: Q119231306 Status: Bescheid Stand der BDA-Liste: 2025-06-30 Name: Arzthaus Uhl GstNr.: 1364/2 Haus Uhl, Villach |
| ja    | Datei hochladen | Kapelle hl. Michael/ehem. Beinhaus HERIS-ID: 84736 Objekt-ID: 98880                                                                     | Kirchweg Standort KG: St. Martin                                      | Der schlichte ehemalige Karner mit 3/8-Schluss und Sternrippengewölbe (mit Fresken ca. von 1515) wurde im 15. Jahrhundert erbaut. | BDA-Hist.: Q63986367 Status: § 2a Stand der BDA-Liste: 2025-06-30 Name: Kapelle hl. Michael/ehem. Beinhaus GstNr.: .39 Pfarrkirche Villach St Martin - Michaelskapelle |
| ja    | Datei hochladen | Kath. Filialkirche hl. Thomas HERIS-ID: 54361 Objekt-ID: 62605                                                                          | Obere Fellach, Obere Fellacher Straße Standort KG: St. Martin         | Die kleine spätgotische Kirche hat einen eingezogenen Chor mit 5/8-Schluss, eine nördliche Vorhalle und einen kleinen Westturm. Bemerkenswert ist ein gotischer Flügelaltar. | BDA-Hist.: Q1412963 Status: § 2a Stand der BDA-Liste: 2025-06-30 Name: Kath. Filialkirche hl. Thomas GstNr.: .175 Filialkirche hl. Thomas, Obere Fellach, Villach |
| ja    | Datei hochladen | Evang. Pfarrkirche hl. Ruprecht HERIS-ID: 84733 Objekt-ID: 98877                                                                        | St. Ruprecht, St.Ruprechter-Platz Standort KG: St. Ruprecht           | Die Kirche wurde 1785 erbaut und 1863 um den Turm ergänzt. Sie hat einen barocken Kanzelaltar mit Säulen und Baldachin. | BDA-Hist.: Q1380917 Status: § 2a Stand der BDA-Liste: 2025-06-30 Name: Evang. Pfarrkirche hl. Ruprecht GstNr.: .3 Evangelische Pfarrkirche Sankt Ruprecht bei Villach |
| ja    | Datei hochladen | Kath. Filialkirche hl. Ruprecht und Reste des ehem. Kirchhofes HERIS-ID: 54809 Objekt-ID: 63216                                         | St. Ruprecht, St.Ruprechter-Platz Standort KG: St. Ruprecht           | Die Kirche ist ein romanischer Bau aus der ersten Hälfte des 13. Jahrhunderts mit östlichem Chorturm; Ende des 18. Jahrhunderts wurde das Langhaus um ein Joch verlängert. Im Langhaus ist ein spätgotisches Sternrippengewölbe. Im quadratischen Chor sind Fresken, etwa von 1460. Seitenaltäre und Kanzel sind neogotisch, von Johann Zernatto (1887). | BDA-Hist.: Q1413242 Status: § 2a Stand der BDA-Liste: 2025-06-30 Name: Kath. Filialkirche hl. Ruprecht und Reste des ehem. Kirchhofes GstNr.: .1, 31/1 Filialkirche hl. Ruprecht, Villach |
| ja    | Datei hochladen | Ziegelgitter-Stadel HERIS-ID: 84837 Objekt-ID: 98994                                                                                    | St. Ruprecht, St.Ruprechter-Platz 30 Standort KG: St. Ruprecht        | | BDA-Hist.: Q38184085 Status: § 2a Stand der BDA-Liste: 2025-06-30 Name: Ziegelgitter-Stadel GstNr.: .11/1 Ziegelgitter-Stadel - Ruprechter-Platz 30 |
| ja    | Datei hochladen | Kath. Filialkirche hl. Margaretha HERIS-ID: 53827 Objekt-ID: 61884                                                                      | Großvassach, Feuerwehrweg Standort KG: Vassach                        | 1996 Innen- und Außenrestaurierung. Kleiner gotischer Bau, Chor mit 5/8-Schluss, östlicher Dachreiter, Westvorhalle. Rundbogiges West-Portal, einfache spitzbogige Fenster. Langhaus zweijochig, spitzbogiger Triumphbogen, in Chor und Langhaus Flachdecke. Nördlich des Chors Sakristei mit Kreuzgratgewölbe. An der Ost-Wand des Chores auf Konsole barocker Altaraufsatz mit gedrehten Säulen und Akanthusschmuck, um 1700; Altarblatt hl. Margareta. Gotische Schnitzfigur hl. Margareta, Anfang des 16. Jahrhunderts, in Verwahrung. | BDA-Hist.: Q38058599 Status: § 2a Stand der BDA-Liste: 2025-06-30 Name: Kath. Filialkirche hl. Margaretha GstNr.: .61 Filialkirche hl. Margareta, Grossvassach |
| ja    | Datei hochladen | Bauernhaus, Binder-Keusche HERIS-ID: 84885 Objekt-ID: 99043                                                                             | Großvassach, Ruprechter Weg 11 Standort KG: Vassach                   | Die Binderkeusche wurde erstmals 1806 als neu erbaut erwähnt. Sie besteht aus zwei, in gleicher Firstrichtung angeordneten, direkt aneinandergestellten Giebelbauten mit unterschiedlichen Trauf- und Firsthöhen. Das Wohngebäude ist ein zweigeschoßiger in Blockbau- bzw. Ständerbauweise errichteter Bau mit zweigeteiltem Grundriss in beiden Geschoßen. Das Wirtschaftsgebäude besteht aus einem auf Mauerpfeilern aufruhendem, in Ständerbauweise errichteten Scheunengeschoß und dem zwischen Pfeilern gelegenen, einst offenen Untergeschoß, das nachträglich als Stall diente. | BDA-Hist.: Q38184183 Status: Bescheid Stand der BDA-Liste: 2025-06-30 Name: Bauernhaus, Binder-Keusche GstNr.: 251 Binder-Keusche (Großvassach) |
| ja    | Datei hochladen | Kruzifix HERIS-ID: 84718 Objekt-ID: 98861                                                                                               | Vassach Standort KG: Vassach                                          | | BDA-Hist.: Q38183667 Status: § 2a Stand der BDA-Liste: 2025-06-30 Name: Kruzifix GstNr.: 54/6 |
| ja    | Datei hochladen | Kath. Filialkirche, Bergkirche hl. Oswald HERIS-ID: 53823 Objekt-ID: 61878                                                              | Oswaldiberg, Oswaldibergstraße Standort KG: Vassach                   | Die kleine Bergkirche auf dem Oswaldiberg hat einen eingezogenen gotischen Chor mit Strebepfeilern, einen westlichen Dachreiter mit umlaufender Galerie und Zwiebelhelm und eine nördliche Sakristei. Der Hochaltar mit seitlichen Säulen und Opfergangsportalen ist etwa von 1700; Seitenaltäre und Kanzel sind aus dem 18. Jahrhundert. | BDA-Hist.: Q107622097 Status: § 2a Stand der BDA-Liste: 2025-06-30 Name: Kath. Filialkirche, Bergkirche hl. Oswald GstNr.: .1 Bergkirche hl. Oswald, Vassach |
| ja    | Datei hochladen | Rathaus HERIS-ID: 36193 Objekt-ID: 35051                                                                                                | 10. Oktober-Straße 1 Standort KG: Villach                             | Das Rathaus wurde 1950/51 nach Plänen von Karl Hayek an der Stelle des im Zweiten Weltkrieg zerstörten Khevenhüller Stadtpalais errichtet. Die Fassaden des platzbildenden und multifunktionalen dreigeschoßigen Baus haben die schlichte Formensprache der Nachkriegszeit. Das Diamantportal und mehrere Kapitelle des alten Khevenhüller-Palais aus dem 16. Jahrhundert wurden in die Gestaltung miteinbezogen. 1987 wurde der Paracelsussaal umgestaltet. 1995 wurde das Rathaus durch einen sechsgeschoßigen, gestaffelten Bau von Gernot Kulterer erweitert, das Obergeschoß ist zum Teil gestelzt. | BDA-Hist.: Q37969238 Status: Bescheid Stand der BDA-Liste: 2025-06-30 Name: Rathaus GstNr.: .233, .236 Rathaus Villach |
| ja    | Datei hochladen | Villa HERIS-ID: 85872 Objekt-ID: 100119                                                                                                 | 10. Oktober-Straße 17 Standort KG: Villach                            | Die Villa wurde im Stil der Neorenaissance erbaut. | BDA-Hist.: Q37712910 Status: Bescheid Stand der BDA-Liste: 2025-06-30 Name: Villa GstNr.: .466 Villa 10. Oktoberstraße 17 in Villach |
| ja    | Datei hochladen | Bank für Kärnten und Steiermark/ehem. Österreichische Nationalbank Villach HERIS-ID: 85870 Objekt-ID: 100117                            | 10. Oktober-Straße 18 Standort KG: Villach                            | Das dreiseitig freistehende, dreigeschoßige Bankgebäude wurde 1911/12 von Josef Willroider in üppigen neobarocken Formen errichtet. | BDA-Hist.: Q37712859 Status: Bescheid Stand der BDA-Liste: 2025-06-30 Name: Bank für Kärnten und Steiermark/ehem. Österreichische Nationalbank Villach GstNr.: .216/2 BKS-Bank (Villach, Innere Stadt) |
| ja    | Datei hochladen | Ehem. Direktionsgebäude der ÖBB HERIS-ID: 58014 Objekt-ID: 68437                                                                        | 10. Oktober-Straße 20 Standort KG: Villach                            | Das Direktionsgebäude der ÖBB wurde zwischen 1898 und 1900 von Georg Horčička errichtet. Der monumentale, späthistoristische Bau mit Risalitgliederung wird an der Hauptfront durch korinthische Kolossal-Halbsäulen und reiche Neo-Renaissancegliederung akzentuiert. | BDA-Hist.: Q38079975 Status: Bescheid Stand der BDA-Liste: 2025-06-30 Name: Ehem. Direktionsgebäude der ÖBB GstNr.: .556 Ehemaliges Direktionsgebäude der ÖBB, Villach |
| ja    | Datei hochladen | Villa HERIS-ID: 85873 Objekt-ID: 100120                                                                                                 | 10. Oktober-Straße 22 Standort KG: Villach                            | Die Ende des 19. Jahrhunderts im Stile der Neorenaissance errichtete Villa ist durch Risalit, Eckturm und Erker gegliedert. | BDA-Hist.: Q37713553 Status: Bescheid Stand der BDA-Liste: 2025-06-30 Name: Villa GstNr.: 389/3 Villa 10. Oktoberstraße 22 in Villach |
| ja    | Datei hochladen | Villa HERIS-ID: 85875 Objekt-ID: 100122                                                                                                 | 10. Oktober-Straße 24 Standort KG: Villach                            | Die um 1900 errichtete Villa ist durch Risalite, Giebel, Erker und Turmaufbauten mit Mansarddächern abwechslungsreich gegliedert. | BDA-Hist.: Q37713576 Status: Bescheid Stand der BDA-Liste: 2025-06-30 Name: Villa GstNr.: .540, 361/4 Villa 10. Oktoberstraße 24 in Villach |
| ja    | Datei hochladen | Postgebäude HERIS-ID: 45300 Objekt-ID: 46559                                                                                            | 8. Mai-Platz 2 Standort KG: Villach                                   | Das Postamt wurde 1929–1930 errichtet und wird dem Otto-Wagner-Schüler Leopold Hoheisel zugeschrieben. Der viergeschoßige Bau über winkelförmigem Grundriss wird durch additive Fensterreihung und Gesimse gegliedert. An der Nordfassade ist ein stilisierter Steinadler im Stil des Expressionismus der Zwischenkriegszeit angebracht. Das Gebäude wurde 1967/70 durch einen viergeschoßigen Zubau mit Rasterfassade nach Plänen von Arthur Kopr und Johann Telsnig erweitert. Im Foyer ist ein Wandrelief in Email und Naturstein vom Anfang der 1990er Jahre angebracht (Entwurf: Petutschnig; Ausführung: Hans Hiesberger). | BDA-Hist.: Q38014993 Status: Bescheid Stand der BDA-Liste: 2025-06-30 Name: Postgebäude GstNr.: .1059 Postamt 8. Mai Platz in Villach |
| ja    | Datei hochladen | Miethaus Triesterhof HERIS-ID: 55089 Objekt-ID: 63594seit 2018                                                                          | 8. Mai-Platz 3 Standort KG: Villach                                   | Das monumentale secessionistische Eckhaus mit Risaliten und Eckerker wurde 1907 bis 1910 erbaut. | BDA-Hist.: Q105645849 Status: § 57-Mandatsbescheid Stand der BDA-Liste: 2025-06-30 Name: Miethaus Triesterhof GstNr.: .131/4 Miethaus Triesterhof, 8.-Mai-Platz 3, Villach |
| ja    | Datei hochladen | Evang. Pfarrkirche A. B. und Pfarrhaus HERIS-ID: 84739 Objekt-ID: 98883                                                                 | Adalbert-Stifter-Straße 21 Standort KG: Villach                       | Das Gemeindezentrum aus mehreren blockhaften Baukörpern wurde 1968–1974 von Hubert Taferner erbaut. Die von Peter Kompolschek entworfene Kirche, ein moderner quadratischer Bau mit durchgehendem Lichtkreuz in der Dachkonstruktion, wurde 1987 fertiggestellt. Bemerkenswert ist der 27-teilige Bilderzyklus Gegentaler Passion von Albin Dolinschek. | BDA-Hist.: Q759638 Status: § 2a Stand der BDA-Liste: 2025-06-30 Name: Evang. Pfarrkirche A. B. und Pfarrhaus GstNr.: 556/32, 552/2 Auferstehungskirche in Villach Lind |
| ja    | Datei hochladen | Hauptbahnhof Villach HERIS-ID: 10819 Objekt-ID: 6882                                                                                    | Bahnhofplatz 1 Standort KG: Villach                                   | Das neoklassizistische zweigeschoßige Aufnahmsgebäude des Villacher Hauptbahnhofs mit zentraler Halle mit Holzkassettendecke wurde 1946–1948 errichtet. Anmerkung: Geschützt ist nicht die gesamte Bahnhofsanlage, sondern das Aufnahmsgebäude. | BDA-Hist.: Q55208113 Status: Bescheid Stand der BDA-Liste: 2025-06-30 Name: Hauptbahnhof Villach GstNr.: .356/1 Station building of Villach Hauptbahnhof |
| ja    | Datei hochladen | Reiter-Kaserne HERIS-ID: 36059 Objekt-ID: 34914                                                                                         | Brauhausgasse 16 Standort KG: Villach                                 | Die Reiterkaserne ist ein ehemaliges Militärverpflegsmagazin bestehend aus dem ehemaligen Bäckerei- und Bettendepotgebäude sowie dem anschließenden Magazinbau, der ursprünglich als Haferdepot diente. Bei dem Kasernenareal handelt es sich um ein unverfälscht erhaltenes Ensemble ärarischer Architektur des ausgehenden 19. Jahrhunderts. | BDA-Hist.: Q37968779 Status: Bescheid Stand der BDA-Liste: 2025-06-30 Name: Reiter-Kaserne GstNr.: 1158 Reiter-Kaserne (Villach) |
| ja    | Datei hochladen | Magazin der Reiter-Kaserne HERIS-ID: 36058 Objekt-ID: 34913                                                                             | Brauhausgasse 16 Standort KG: Villach                                 | Die Reiterkaserne ist ein ehemaliges Militärverpflegsmagazin bestehend aus dem ehemaligen Bäckerei- und Bettendepotgebäude sowie dem anschließenden Magazinbau, der ursprünglich als Haferdepot diente. Bei dem Kasernenareal handelt es sich um ein unverfälscht erhaltenes Ensemble ärarischer Architektur des ausgehenden 19. Jahrhunderts. | BDA-Hist.: Q37968764 Status: Bescheid Stand der BDA-Liste: 2025-06-30 Name: Magazin der Reiter-Kaserne GstNr.: 1158 Magazin der Reiter-Kaserne (Villach) |
| ja    | Datei hochladen | Burg mit Kapelle HERIS-ID: 55065 Objekt-ID: 63564                                                                                       | Burgplatz 1 Standort KG: Villach                                      | Die ältesten Teile der Burg sind der Befestigungsturm in der Nordostecke (13. Jahrhundert) und die südlich anschließende ehemalige Kapelle (14. Jahrhundert), die heute als altkatholische Kirche verwendet wird. Der dreigeschoßige schlichte Burgbau um einen rechteckigen Innenhof stammt aus dem 16. Jahrhundert. | BDA-Hist.: Q1014385 Status: § 2a Stand der BDA-Liste: 2025-06-30 Name: Burg mit Kapelle GstNr.: .9 Villacher Burg |
| ja    | Datei hochladen | Wohn- und Geschäftshaus HERIS-ID: 110024 Objekt-ID: 127673                                                                              | Gerbergasse 3 Standort KG: Villach                                    | Das Haus wurde um 1910 im Jugendstil erbaut. Es ist mit Zöpfen und geometrischem Keramikdekor geschmückt. | BDA-Hist.: Q37816508 Status: Bescheid Stand der BDA-Liste: 2025-06-30 Name: Wohn- und Geschäftshaus GstNr.: .324/1 Gerbergasse 3 (Villach) |
| ja    | Datei hochladen | Kandolini-Haus/Palazzo Candolini HERIS-ID: 36056 Objekt-ID: 34911                                                                       | Hans-Gasser-Platz 3 Standort KG: Villach                              | Das Candolini-Haus wurde 1890 von A. C. Candolini im Stil des Späthistorismus erbaut. Das Haus besteht aus einem viergeschoßigen Vordergebäude und zweigeschoßige Hintergebäude, die U-förmig einen Hof umschließen. Die siebenachsige Putzfassade wird durch freistehende Säulen, Pilaster, Baluster, weit ausladende Gesimse und tief geschnittene Putzquaderungen sehr plastisch gegliedert. In der Mittelachse der Seitenrisalite und beiderseits des mittleren Balkons im dritten Obergeschoß stehen vier große Marmorstatuen mit Darstellung der Musen. | BDA-Hist.: Q37968749 Status: Bescheid Stand der BDA-Liste: 2025-06-30 Name: Kandolini-Haus/Palazzo Candolini GstNr.: .175/1 Palast Candolini |
| ja    | Datei hochladen | Rüsthaus der ehem. Hauptfeuerwache HERIS-ID: 46593 Objekt-ID: 48707                                                                     | Hans-Gasser-Platz 5 Standort KG: Villach                              | Die ehemalige Hauptfeuerwache wurde 1890 von Ludwig Walter im Stil des Historismus errichtet. Der freistehende monumentale dreigeschoßige Bau besitzt einen übergiebelten Mittelrisalit und einen Dachreiter. Der markante, sehr repräsentativ gestaltete Schlauchtrockenturm ist mit einem Zeltdach bekrönt. | BDA-Hist.: Q38022766 Status: Bescheid Stand der BDA-Liste: 2025-06-30 Name: Rüsthaus der ehem. Hauptfeuerwache GstNr.: .176 Ehemalige Hauptfeuerwache Villach |
| ja    | Datei hochladen | Bank Austria Creditanstalt HERIS-ID: 55086 Objekt-ID: 63589seit 2015                                                                    | Hans-Gasser-Platz 8 Standort KG: Villach                              | Der späthistoristische Monumentalbau des Architekten Wilhelm Hess wurde 1891 errichtet. | BDA-Hist.: Q38063568 Status: Bescheid Stand der BDA-Liste: 2025-06-30 Name: Bank Austria Creditanstalt GstNr.: .174/1, .174/2 Bank Austria Creditanstalt in Villach |
| ja    | Datei hochladen | Persönlichkeitsdenkmal Hanns Gasser HERIS-ID: 84748 Objekt-ID: 98892                                                                    | bei Hans-Gasser-Platz 8 Standort KG: Villach                          | Das Denkmal für Hanns Gasser wurde 1869 von Josef Messner geschaffen und 1871 in Villach aufgestellt. Das Denkmal wurde 1995 restauriert. Eine Kopie der Statue steht in der Gassergasse Nr. 19 in Wien. | BDA-Hist.: Q38183806 Status: § 2a Stand der BDA-Liste: 2025-06-30 Name: Persönlichkeitsdenkmal Hanns Gasser GstNr.: 1080/3 Hans-Gasser-Denkmal, Villach |
| ja    | Datei hochladen | Hotel Goldenes Lamm HERIS-ID: 40474 Objekt-ID: 40408                                                                                    | Hauptplatz 1 Standort KG: Villach                                     | Das Haus stammt im Kern aus dem 15./17. Jahrhundert, die Fassade aus dem ersten Viertel des 19. Jahrhunderts. Im langgestreckten Innenhof befindet sich an der West- und Nordseite ein dreigeschoßiger Arkadengang aus dem 17. Jahrhundert, der im Obergeschoß verbaut ist. Das Zentrum des älteren westlichen Haustraktes bildet die um 1500 entstandene, breite Einfahrtshalle mit Tonnengewölbe und spitzen Stichkappen. Nördlich schließt ein fast quadratischer Raum mit einem über einer Mittelsäule errichteten Netzrippengewölbe an. An der Säule sind vier Wappentartschen, Steinmetzzeichen und die Jahreszahl 1524 zu sehen. | BDA-Hist.: Q37994571 Status: Bescheid Stand der BDA-Liste: 2025-06-30 Name: Hotel Goldenes Lamm GstNr.: .280 Haus Hauptplatz 1 in Villach |
| ja    | Datei hochladen | Bürgerhaus HERIS-ID: 36060 Objekt-ID: 34915                                                                                             | Hauptplatz 7 Standort KG: Villach                                     | Das Bürgerhaus stammt im Kern aus dem 14./15. Jahrhundert, die Fassade des elfachsigen, dreigeschoßigen Hauses aus der ersten Hälfte des 17. Jahrhunderts. In den beiden Obergeschoßen sind je zwei dreiteilige Renaissancefenster zu sehen. Der Sternbalkon ruht auf Konsolen. Das gotische Maßwerksfenster wurde 1950 freigelegt. Die Eingangshalle stammt aus der zweiten Hälfte des 16. Jahrhunderts, die kreuzgratgewölbten Pfeilerarkaden im Innenhof aus dem 16./17. Jahrhundert. | BDA-Hist.: Q37968794 Status: Bescheid Stand der BDA-Liste: 2025-06-30 Name: Bürgerhaus GstNr.: .277 Haus Hauptplatz 7 in Villach |
| ja    | Datei hochladen | Bürgerhaus, ehem. Fleischerei Ofner HERIS-ID: 36061 Objekt-ID: 34916                                                                    | Hauptplatz 11 Standort KG: Villach                                    | Das Bürgerhaus stammt im Kern aus dem 16. Jahrhundert. Die Fassade mit Mittelrisalit wurde um 1800 geschaffen. Das spätsecessionistische Geschäftsportal wurde nach Plänen von Oskar Schober 1927 hinzugefügt. Die Eingangshalle besitzt eine Stichkappentonne aus dem 16. Jahrhundert. Rechts ist eine Bauinschrift des Arztes und Humanisten Erhardus Hedeneccius von 1579 angebracht. Die ehemaligen Arkaden im Innenhof wurden umgebaut. 1987 wurde an der Hinterfassade die secessionistische Farbigkeit wiederhergestellt. | BDA-Hist.: Q37968810 Status: Bescheid Stand der BDA-Liste: 2025-06-30 Name: Bürgerhaus, ehem. Fleischerei Ofner GstNr.: .275 Hauptplatz 11 (Villach) |
| ja    | Datei hochladen | Bürgerhaus HERIS-ID: 36062 Objekt-ID: 34917                                                                                             | Hauptplatz 12 Standort KG: Villach                                    | Das Bürgerhaus mit historistischer Fassadierung aus der zweiten Hälfte des 19. Jahrhunderts stammt im Kern aus dem 15./16. Jahrhundert. Im kleinen Innenhof ist ein dreigeschoßiger Arkadenhof von 1612. Die Fensterbekrönung mit Kompositgiebel stammt aus dem 18. Jahrhundert. | BDA-Hist.: Q37968823 Status: Bescheid Stand der BDA-Liste: 2025-06-30 Name: Bürgerhaus GstNr.: .77 Haus Hauptplatz 12 in Villach |
| ja    | Datei hochladen | Bürgerhaus HERIS-ID: 36063 Objekt-ID: 34918                                                                                             | Hauptplatz 13 Standort KG: Villach                                    | Das Neumannhaus ist ein dreigeschoßiger, dreiachsiger Bau aus der zweiten Hälfte des 19. Jahrhunderts, die Fassade mit Mittelerker wurde am Ende des 19. Jahrhunderts im Neurenaissancestil hinzugefügt. Der ältere Teil des Hauses ist der Hoftrakt aus der zweiten Hälfte des 16. Jahrhunderts. An der Hoffassade ist ein großes Doppeladlerwappen von 1575 angebracht, darüber ist ein Doppelfenster. Im Obergeschoß befindet sich eine Halle mit Rippengewölbe, marmornen Kopfkonsolen und Wandfeldern mit acht Landschaftsdarstellungen. | BDA-Hist.: Q37968839 Status: Bescheid Stand der BDA-Liste: 2025-06-30 Name: Bürgerhaus GstNr.: .274 Haus Hauptplatz 13 in Villach |
| ja    | Datei hochladen | Bürgerhaus HERIS-ID: 36064 Objekt-ID: 34919                                                                                             | Hauptplatz 14 Standort KG: Villach                                    | Das Haus ist ein dreigeschoßiger, fünfachsiger Bau mit erneuerter Fassade und Kern aus dem 15. Jahrhundert. Das anschließende Gebäude stammt aus dem 16. Jahrhundert, die Säulenarkaden werden modern überdeckt. Im Erdgeschoß befinden sich Reste eines spätgotischen steilen Kreuzgratgewölbe bzw. in der ehemaligen Hauskapelle ein Kreuzgratgewölbe auf toskanischer Steinsäule. Das Haus hat zur Karlgasse hin Zwillingsfenster. | BDA-Hist.: Q37968856 Status: Bescheid Stand der BDA-Liste: 2025-06-30 Name: Bürgerhaus GstNr.: .78 Haus Hauptplatz 14 in Villach |
| ja    | Datei hochladen | Bürgerhaus, Paracelsushof HERIS-ID: 36065 Objekt-ID: 34920                                                                              | Hauptplatz 18 Standort KG: Villach                                    | Der Paracelsushof ist ein dreigeschoßiger, fünfachsiger Bau mit schlichter, historistischer Fassadierung aus dem letzten Viertel des 19. Jahrhunderts. Der Innenhof mit Säulenarkaden über zwei Geschoße stammt aus der ersten Hälfte des 16. Jahrhunderts. Der Durchgang zur Seilergasse wird von einem Tonnengewölbe überspannt. An der südlichen Innenhofwand sind Bildnismedaillons des Theophrastus Paracelsus und seines Vaters Wilhelm Bombast von Hohenheim angebracht, die 1940/42 von Josef Dobner geschaffen wurden. | BDA-Hist.: Q37968871 Status: Bescheid Stand der BDA-Liste: 2025-06-30 Name: Bürgerhaus, Paracelsushof GstNr.: 4 Haus Hauptplatz 18 in Villach |
| ja    | Datei hochladen | Bürgerhaus HERIS-ID: 36066 Objekt-ID: 34921                                                                                             | Hauptplatz 19 Standort KG: Villach                                    | Das Bürgerhaus ist ein dreigeschoßiger, siebenachsiger Bau mit erneuerter Fassade und rundbogigen Rustikaportal mit der Bezeichnung 1612. Der Hof besitzt eine dreigeschoßige Säulenarkade auf toskanischen Säulen. | BDA-Hist.: Q37968887 Status: Bescheid Stand der BDA-Liste: 2025-06-30 Name: Bürgerhaus GstNr.: .266 Haus Hauptplatz 19 in Villach |
| ja    | Datei hochladen | Bürgerhaus, Hirscheggerhof Hoftrakt HERIS-ID: 36181 Objekt-ID: 35039                                                                    | Hauptplatz 20 Standort KG: Villach                                    | Hinter dem modernen Straßentrakt, der 1950 nach Bombenschaden wiederaufgebaut wurde, verbirgt sich ein Bau aus der Mitte des 16. Jahrhunderts mit dreigeschoßiger kreuzgratgewölbter Säulenarkade auf toskanischen Säulen. | BDA-Hist.: Q37969116 Status: Bescheid Stand der BDA-Liste: 2025-06-30 Name: Bürgerhaus, Hirscheggerhof Hoftrakt GstNr.: .92/1, .92/2 Haus Hauptplatz 20 in Villach |
| ja    | Datei hochladen | Dreifaltigkeitssäule HERIS-ID: 58006 Objekt-ID: 68417                                                                                   | bei Hauptplatz 22 Standort KG: Villach                                | Die Dreifaltigkeitssäule besteht aus einem kastenartigen Unterbau mit hoher Säule und bekrönenden Figuren der heiligen Dreifaltigkeit. Am Sockel stehen die Statuen einer Maria Immaculata und der heiligen Florian und Rochus. Unter der Madonna ist eine Inschrift mit dem Chronogramm 1739. Die Säule ist wahrscheinlich ein Werk von Franz Bettini. | BDA-Hist.: Q38079922 Status: § 2a Stand der BDA-Liste: 2025-06-30 Name: Dreifaltigkeitssäule GstNr.: 1078/1 Dreifaltigkeitssäule in Villach |
| ja    | Datei hochladen | Hotel Post HERIS-ID: 36068 Objekt-ID: 34923                                                                                             | Hauptplatz 26 Standort KG: Villach                                    | Das Gebäude wurde Mitte des 16. Jahrhunderts zum Stadtpalais der Khevenhüller mit fünfachsiger dreigeschoßiger Fassade umgebaut und um das angrenzende Stöckl erweitert. Im Inneren sind Räume mit Kreuzgratgewölbe aus dem 16. Jahrhundert. Der südliche Hoftrakt wurde 1950, nach Zerstörung im Zweiten Weltkrieg, wieder aufgebaut. | BDA-Hist.: Q1551681 Status: Bescheid Stand der BDA-Liste: 2025-06-30 Name: Hotel Post GstNr.: .96 Hotel Post (Villach) |
| ja    | Datei hochladen | Bürgerhaus HERIS-ID: 36069 Objekt-ID: 34924                                                                                             | Hauptplatz 28 Standort KG: Villach                                    | Das Bürgerhaus ist ein dreigeschoßiger, achtachsiger Bau, der im Kern aus der ersten Hälfte des 16. Jahrhunderts stammt. Die Fassade wurde nach dem Zweiten Weltkrieg erneuert. Das Portal trägt die Bezeichnung J.B.E. 1829 und wurde 1994 umgebaut. Das Haus besitzt an der Hofseite Säulenarkaden. Die Räume im Erdgeschoß sind mit Stichkappentonnen und sternförmig aufgeputzten Graten, bzw. Schlingrippen ausgestattet. | BDA-Hist.: Q37968910 Status: Bescheid Stand der BDA-Liste: 2025-06-30 Name: Bürgerhaus GstNr.: .97 Haus Hauptplatz 28 in Villach |
| ja    | Datei hochladen | Ehem. Kathreinspital HERIS-ID: 85847 Objekt-ID: 100094seit 2015                                                                         | Italiener Straße 17 Standort KG: Villach                              | Langgestreckter, zweigeschoßiger Bau, im 18./19. Jahrhundert umgebautes ehemaliges Spital. Im Kern 17. Jahrhundert, an West-Seite zwei Steinwappen des Stiftes Griffen, bezeichnet 1636 und 1654. Erdgeschoß- und Obergeschoßräume mit Stichkappentonnen, 17. Jahrhundert. | BDA-Hist.: Q37712725 Status: Bescheid Stand der BDA-Liste: 2025-06-30 Name: Ehem. Kathreinspital GstNr.: .207/3 Ehemaliges Kathreinspital, Villach |
| ja    | Datei hochladen | Ansitz Markushof/Hauptgebäude HERIS-ID: 40618 Objekt-ID: 40592                                                                          | Italiener Straße 38 Standort KG: Villach                              | Der Markushof wurde um 1700 errichtet und Ende des 18. Jahrhunderts umgestaltet. Das zweigeschoßige Gebäude mit mächtigen Walmdach ist im äußeren Erscheinungsbild klassizistisch und im Kern barock. Die Fassade wird durch die übergiebelte Mittelachse gegliedert. Das gartenseitige Obergeschoß hat eine platzlgewölbte Arkade auf toskanischen Säulen. Das Haus wurde 1988 für die Evangelische Superintendentur adaptiert. | BDA-Hist.: Q37995499 Status: Bescheid Stand der BDA-Liste: 2025-06-30 Name: Ansitz Markushof/Hauptgebäude GstNr.: .197 Ansitz Markushof, Villach |
| ja    | Datei hochladen | Lutschounig-Kaserne/Stabsgebäude HERIS-ID: 36070 Objekt-ID: 34925                                                                       | Italiener Straße 47 Standort KG: Villach                              | Das Stabsgebäude der Lutschounig-Kaserne ist ein 1888/89 errichteter, freistehender zweigeschoßiger Bau mit Mittel- und Eckrisaliten. Die Mittelrisalit ist durch drei rundbogige Portale und Fenster akzentuiert. In der Mittelarkade steht eine Porträtbüste von Kaiser Franz Joseph I. von 1908. | BDA-Hist.: Q37968924 Status: § 2a Stand der BDA-Liste: 2025-06-30 Name: Lutschounig-Kaserne/Stabsgebäude GstNr.: .505 Lutschounig barracks |
| ja    | Datei hochladen | Beamtenwohnhaus HERIS-ID: 55087 Objekt-ID: 63590                                                                                        | Jakominirain 1, 3, 5 Standort KG: Villach                             | Das langgestreckte, freistehende viergeschoßige Gebäude wurde 1910 von der k. und k. Staatsbahndirektion Villach in späthistoristisch-secessionistischen Formen errichtet. Der Mittelrisalit ist von Attika und kuppeligem Dach überhöht, die Rückseite durch Stiegenhausrisalite rhythmisiert. | BDA-Hist.: Q38063586 Status: Bescheid Stand der BDA-Liste: 2025-06-30 Name: Beamtenwohnhaus GstNr.: .763/1, .763/2, .763/3 |
| ja    | Datei hochladen | Persönlichkeitsdenkmal Kaiser Joseph II. HERIS-ID: 84749 Objekt-ID: 98893                                                               | bei Kaiser-Josef-Platz 1 Standort KG: Villach                         | Das Denkmal zeigt Kaiser Josef II. das Toleranzpatent haltend. Der Entwurf der Statue stammt von Josef Messner, der Entwurf des Sockels von Theophil Hansen und die Ausführung von Carl Kundmann. Das Denkmal wurde 1888 in Villach aufgestellt und 1999 restauriert. | BDA-Hist.: Q38183818 Status: § 2a Stand der BDA-Liste: 2025-06-30 Name: Persönlichkeitsdenkmal Kaiser Joseph II. GstNr.: 1078/30 Monument Joseph II., Villach |
| ja    | Datei hochladen | Bürgerhaus, Thurnerhof HERIS-ID: 36071 Objekt-ID: 34926                                                                                 | Kaiser-Josef-Platz 7 Standort KG: Villach                             | Der Thurnerhof ist ein aus zwei Häusern zusammengesetztes Eckhaus, das im Kern aus dem 15.–16. Jahrhundert stammt. In der von der Karlgasse zugänglichen, spätgotischen Eingangshalle befindet sich eine Mittelsäule mit Steinmetzzeichen. | BDA-Hist.: Q37968938 Status: Bescheid Stand der BDA-Liste: 2025-06-30 Name: Bürgerhaus, Thurnerhof GstNr.: .71/1 Haus Kaiser-Josef-Platz 7 in Villach |
| ja    | Datei hochladen | Ehem. Hotel Mosser-Dependance HERIS-ID: 85848 Objekt-ID: 100095seit 2013                                                                | Kassinsteig 2 Standort KG: Villach                                    | Das langgestreckte viergeschoßige Wohnhaus mit Risalitgliederung wurde 1909/10 von Fritz Rupp errichtet. Es weist Jugendstil- und Heimatstilelemente auf. | BDA-Hist.: Q37712751 Status: Bescheid Stand der BDA-Liste: 2025-06-30 Name: Ehem. Hotel Mosser-Dependance GstNr.: .742 Hotel Mosser-Dependance, Villach |
| ja    | Datei hochladen | Volksschule I und Volksschule II HERIS-ID: 55066 Objekt-ID: 63565                                                                       | Khevenhüllergasse 16 Standort KG: Villach                             | Die Volksschule ist ein freistehender, dreigeschoßiger Bau über U-förmigem Grundriss, der in der zweiten Hälfte des 19. Jahrhunderts errichtet wurde. Der neomanieristische Schulbau ist durch Eckrisalite und Gesimsbänder gegliedert. | BDA-Hist.: Q38063533 Status: § 2a Stand der BDA-Liste: 2025-06-30 Name: Volksschule I und Volksschule II GstNr.: .243/2 |
| ja    | Datei hochladen | Pfarrhof St. Jakob HERIS-ID: 58010 Objekt-ID: 68427                                                                                     | Kirchenplatz 8 Standort KG: Villach                                   | | BDA-Hist.: Q38079940 Status: § 2a Stand der BDA-Liste: 2025-06-30 Name: Pfarrhof St. Jakob GstNr.: .123/1, .123/2 Pfarrhof Sankt Jakob, Villach |
| ja    | Datei hochladen | Hauptstadtpfarrkirche hl. Jakob d. Ä. mit Rampe im Osten und Norden HERIS-ID: 55088 Objekt-ID: 63592                                    | Kirchenplatz 12 Standort KG: Villach                                  | Die weiträumige dreischiffige spätgotische Hallenkirche mit Strebepfeilern ist durch eine Vorhalle mit dem Westturm verbunden. Der bemerkenswerte Hochaltar in Chorbreite weist reiches Rokokoschnitzwerk auf. In der Kirche sind zahlreiche Epitaphe und Grabplatten vom 15. bis 18. Jahrhundert. | BDA-Hist.: Q2318900 Status: § 2a Stand der BDA-Liste: 2025-06-30 Name: Hauptstadtpfarrkirche hl. Jakob d. Ä. mit Rampe im Osten und Norden GstNr.: .124, .125/1 St. Jakob (Villach) |
| ja    | Datei hochladen | Kriegerdenkmal HERIS-ID: 84752 Objekt-ID: 98896                                                                                         | Kirchenplatz 12 Standort KG: Villach                                  | Das Kriegerdenkmal wurde 1918–1924 von Karl Maria Kerndle geschaffen. Es hat die Form einer monumentalen Schwertspitze mit reliefiertem Eichenlaub, Adler, Stadtwappen und Schwert vor einer Giebelwand. Es wurde 2018 saniert und textlich verändert. Das Foto zeigt den Zustand vor 2018. Details zur Veränderung mit Foto: siehe Friederike Kempner. | BDA-Hist.: Q38183834 Status: § 2a Stand der BDA-Liste: 2025-06-30 Name: Kriegerdenkmal GstNr.: .124 St. Jakob (Villach) - war memorial |
| ja    | Datei hochladen | Gasthaus, Cling-Haus HERIS-ID: 36076 Objekt-ID: 34931                                                                                   | Lederergasse 15 Standort KG: Villach                                  | Das zweigeschoßige, dreiachsige Cling-Haus ist ein in der Mitte des 16. Jahrhunderts errichteter Bau mit erneuerter Fassade. Die Einfahrt des ehemaligen Brauhauses ist mit einer Stichkappentonne ausgestattet. Die zweigeschoßigen Pfeilerarkaden im Innenhof sind im Obergeschoß verbaut. | BDA-Hist.: Q37968954 Status: Bescheid Stand der BDA-Liste: 2025-06-30 Name: Gasthaus, Cling-Haus GstNr.: .68/1 Lederergasse 15 (Villach) |
| ja    | Datei hochladen | Bürgerhaus HERIS-ID: 37999 Objekt-ID: 37485                                                                                             | Lederergasse 24 Standort KG: Villach                                  | Das ehemalige sechsachsige und zweigeschoßige Haus wurde 1991/92 aufgestockt. Das Gebäude stammt im Kern aus dem 16. Jahrhundert und hat ein Steingewändeportal aus dem 16. Jahrhundert. An der Hofseite besitzt das Haus im Erdgeschoß Pfeilerarkaden und im Obergeschoß Säulenarkaden. | BDA-Hist.: Q37978321 Status: Bescheid Stand der BDA-Liste: 2025-06-30 Name: Bürgerhaus GstNr.: .38 Haus Lederergasse 24 in Villach |
| ja    | Datei hochladen | Bürgerhaus HERIS-ID: 36077 Objekt-ID: 34932                                                                                             | Lederergasse 30 Standort KG: Villach                                  | Das zweigeschoßige, vierachsige Bürgerhaus mit erneuerter Fassade stammt im Kern aus dem 16./17. Jahrhundert. Die Räume im Erdgeschoß haben Stichkappentonne bzw. ein Kreuzgratgewölbe auf einer Mittelsäule. Das Haus wurde 1987 bei einem Umbau aufgestockt. | BDA-Hist.: Q37968972 Status: Bescheid Stand der BDA-Liste: 2025-06-30 Name: Bürgerhaus GstNr.: .35 |
| ja    | Datei hochladen | Klosterhof HERIS-ID: 85856seit 2025 | Leiningengasse 13 Standort KG: Villach                                | | BDA-Hist.: Q135167837 Status: Bescheid Stand der BDA-Liste: 2025-06-30 Name: Klosterhof GstNr.: .300, 110 Klosterhof Villach |
| ja    | Datei hochladen | Parkhotel HERIS-ID: 36130 Objekt-ID: 34985                                                                                              | Moritschstraße 2 Standort KG: Villach                                 | Das Parkhotel wurde zwischen 1909 und 1911 von L. Fiedler erbaut. Der monumentale, fünfgeschoßige, über rechteckigem Grundriss errichtete Bau ist von historisierenden und secessionistischen Formen geprägt. Die durch den neunachsigen Mittelrisalit und vorgezogene Seitenflügel gegliederte Nordfassade ist durch einen atlantenartigen Vorbau mit Doppelsäulenstellung und seitlichen Auffahrtsrampen akzentuiert. Die Südfassade hat durch die über alle Achsen und Geschoße reichende Loggien, die teilweise mit Schmiedeeisen oder Steinbrüstungen ausgestattet sind, den Charakter eines Kurhotels. In der parkartigen Anlage im Süden steht ein Brunnen mit Brunnenfigur. Das ehemalige Hotelgebäude wurde 1998 nach einem Brand wieder instand gesetzt. | BDA-Hist.: Q37969035 Status: Bescheid Stand der BDA-Liste: 2025-06-30 Name: Parkhotel GstNr.: .226 Parkhotel Villach |
| ja    | Datei hochladen | Anstaltskapelle des Landeskrankenhauses HERIS-ID: 33604 Objekt-ID: 31274                                                                | Nikolaigasse 43 Standort KG: Villach                                  | Die Krankenhauskapelle wurde 1913–1914 errichtet und erst nach dem Ersten Weltkrieg endgültig fertiggestellt. Der kleine Bau im Heimatstil besitzt ein Walmdach mit Dachreiter und eine niedrigere Vorhalte mit seitlichen Rundtürmchen. Im Gegensatz zur reichen Gliederung des Baukörpers außen, herrscht im Inneren mit einem rechteckigen Saalraum und einem korbbogigen Altarraum eine klare Raumauffassung. 1996/96 erfolgte eine Neugestaltung des Innenraums durch Giselbert Hoke. | BDA-Hist.: Q37952963 Status: Bescheid Stand der BDA-Liste: 2025-06-30 Name: Anstaltskapelle des Landeskrankenhauses GstNr.: 847/3 Anstaltskapelle des Landeskrankenhauses Villach |
| ja    | Datei hochladen | Stadtpfarrkirche St. Nikolai und Franziskanerkloster HERIS-ID: 55095 Objekt-ID: 63609                                                   | Nikolaiplatz 1 Standort KG: Villach                                   | Die neogotische Pfeilerbasilika mit Querschiff und markanter Giebelfassade mit viergeschoßigem Turm wurde 1892/93 errichtet. Das um die gleiche Zeit (unter Einbeziehung eines Vorgängerbaus) errichtete Kloster wurde 1945 schwer beschädigt und in den 1950er Jahren um Anbauten ergänzt. | BDA-Hist.: Q1991136 Status: § 2a Stand der BDA-Liste: 2025-06-30 Name: Stadtpfarrkirche St. Nikolai und Franziskanerkloster GstNr.: .387, .388, .1021 Nikolai-Kirche in Villach |
| ja    | Datei hochladen | Ehem. Schulgebäude der Versammelten Jungfrauen HERIS-ID: 85859 Objekt-ID: 100106seit 2020                                               | Paracelsusgasse 11 Standort KG: Villach                               | | BDA-Hist.: Q105646617 Status: Bescheid Stand der BDA-Liste: 2025-06-30 Name: Ehem. Schulgebäude der Versammelten Jungfrauen GstNr.: .102 Schulgebäude der Versammelten Jungfrauen |
| ja    | Datei hochladen | Bundesgymnasium und Bundesrealgymnasium-Altbauteil HERIS-ID: 111080 Objekt-ID: 128857                                                   | Peraustraße 10, 12 Standort KG: Villach                               | Das Peraugymnasium ist ein 1872 von Josef Horky im streng historistischen Stil errichteter Monumentalbau, der durch leicht überhöhte Risalite gegliedert ist. | BDA-Hist.: Q2070138 Status: Bescheid Stand der BDA-Liste: 2025-06-30 Name: Bundesgymnasium und Bundesrealgymnasium-Altbauteil GstNr.: 384/4 Peraugymnasium Villach |
| ja    | Datei hochladen | Ausstellungsbau mit Kärntner Relief HERIS-ID: 55092 Objekt-ID: 63599                                                                    | Peraustraße 14 (Schillerpark) Standort KG: Villach                    | Das etwa 180 m² große Relief wurde 1891 bis 1913 geschaffen. Der Ausstellungsbau für das „Kärntner Relief“ wurde von Leopold Führer in der Zwischenkriegszeit nach Plänen von Rudolf Müller erbaut. Außen ist das Gebäude vom tief gezogenen Mansarddach bestimmt, innen vom offenen Dachstuhl und der umlaufenden Holzgalerie. | BDA-Hist.: Q38063620 Status: § 2a Stand der BDA-Liste: 2025-06-30 Name: Ausstellungsbau mit Kärntner Relief GstNr.: .838 Kärntner Relief (Villach) |
| ja    | Datei hochladen | Villa Aichelberg HERIS-ID: 96872 Objekt-ID: 112527                                                                                      | Peraustraße 15 Standort KG: Villach                                   | Die Villa des Späthistorismus wurde um 1890 erbaut. | BDA-Hist.: Q37768998 Status: Bescheid Stand der BDA-Liste: 2025-06-30 Name: Villa Aichelberg GstNr.: 410/5 Villach, Peraustraße 15 |
| ja    | Datei hochladen | Villa HERIS-ID: 96873 Objekt-ID: 112528                                                                                                 | Peraustraße 17 Standort KG: Villach                                   | Die Villa des Späthistorismus wurde um 1890 erbaut. | BDA-Hist.: Q37769006 Status: Bescheid Stand der BDA-Liste: 2025-06-30 Name: Villa GstNr.: .459 Villach, Peraustraße 17 |
| ja    | Datei hochladen | Villa Meyer HERIS-ID: 85862 Objekt-ID: 100109                                                                                           | Pestalozzistraße 18 Standort KG: Villach                              | Die Villa Meyer wurde 1929 nach Plänen von Rudolf Truska erbaut. Die kubische Form wird durch Risalit und einen in die Dachzone einschneidenden Erkerturm aufgelockert. | BDA-Hist.: Q37712805 Status: Bescheid Stand der BDA-Liste: 2025-06-30 Name: Villa Meyer GstNr.: .1006 Villach, Pestalozzistraße 18 |
| ja    | Datei hochladen | Autohaus Hayek HERIS-ID: 85877seit 2021                                                                                                 | Pestalozzistraße 19 Standort KG: Villach                              | | BDA-Hist.: Q107625963 Status: Bescheid Stand der BDA-Liste: 2025-06-30 Name: Autohaus Hayek GstNr.: 373/1 |
| ja    | Datei hochladen | Alte Kelag/HBLA für wirtschaftliche Berufe HERIS-ID: 36176 Objekt-ID: 35032                                                             | Richard-Wagner-Straße 8, 10 Standort KG: Villach                      | Die Alte Kelag wurde 1911/12 als Villacher Direktion der Kelag von Otto Wagners Schüler Leopold Führer erbaut, bzw. 1922 nach Kriegsschaden nach den Plänen Führers wiederaufgebaut. Der dreigeschoßige Bau wird durch Risalit gegliedert. 1996/97 wurde das Gebäude nach Plänen von Gernot Kulterer für Schulzwecke umgebaut. | BDA-Hist.: Q37969066 Status: Bescheid Stand der BDA-Liste: 2025-06-30 Name: Alte Kelag/HBLA für wirtschaftliche Berufe GstNr.: 353/32 CHS Villach |
| ja    | Datei hochladen | Richard-Wagner-Schule HERIS-ID: 96879 Objekt-ID: 112534                                                                                 | Richard-Wagner-Straße 19, 21 Standort KG: Villach                     | Die Richard-Wagner-Schule wurde 1907/1908 von Josef Willroider (Nr. 21), bzw. 1911 von Leopold Führer (Nr. 19) erbaut. | BDA-Hist.: Q37769013 Status: § 2a Stand der BDA-Liste: 2025-06-30 Name: Richard-Wagner-Schule GstNr.: 347/18 Richard-Wagner-Schule, Villach |
| ja    | Datei hochladen | Ehem. Widmann’sches Konvikt HERIS-ID: 36177 Objekt-ID: 35033                                                                            | Ringmauergasse 3 Standort KG: Villach                                 | Das Widmann‘sche Konvikt geht auf eine Stiftung von Johann Abundius Widmann-Rezzonico im Jahre 1887 zurück. Das freistehende, zweigeschoßige Gebäude wurde nach Plänen von Rudolf Müller errichtet. Das Haus unter einem Walmdach mit vorgezogener Traufe wird durch einen Mittelrisalit mit Attikagiebel gegliedert. Das Riefeldekor in secessionistischen Formen ist von der Schule Otto Wagner geprägt. | BDA-Hist.: Q37969079 Status: Bescheid Stand der BDA-Liste: 2025-06-30 Name: Ehem. Widmann’sches Konvikt GstNr.: 1176 Widmanneum Villach |
| ja    | Datei hochladen | Ehem. Stadtbefestigungsturm HERIS-ID: 36180 Objekt-ID: 35038                                                                            | Schanzgasse 3 Standort KG: Villach                                    | Der Turm ist der Rest der 1233 erbauten, 1348 verstärkten und um 1810 abgetragenen Stadtmauer. | BDA-Hist.: Q37969103 Status: Bescheid Stand der BDA-Liste: 2025-06-30 Name: Ehem. Stadtbefestigungsturm GstNr.: .142/1, 1078/34 City walls of Villach |
| ja    | Datei hochladen | Portalanlage des Zentralfriedhofes HERIS-ID: 36129 Objekt-ID: 34984                                                                     | St.Magdalener Straße 20 Standort KG: Villach                          | Die Portalanlage des Zentralfriedhofes ist eine dreitürige, neogotische Anlage vom Ende des 19. Jahrhunderts. Der kapellenartige Mittelteil ist durch einen krabbenbesetzten Wimperg und einen polygonalen Dachreiter überhöht. Die im Inneren kreuzrippengewölbte Portalanlage wird von halbrunden Seitentrakten und rechteckigen Verwaltungsbauten flankiert. | BDA-Hist.: Q37969018 Status: Bescheid Stand der BDA-Liste: 2025-06-30 Name: Portalanlage des Zentralfriedhofes GstNr.: .593 Portalanlage des Zentralfriedhofes Villach |
| ja    | Datei hochladen | Aufnahmsgebäude Villach Westbahnhof HERIS-ID: 55098 Objekt-ID: 63613                                                                    | Steinwenderstraße 2 Standort KG: Villach                              | Das Aufnahmegebäude des Villacher Westbahnhofs wurde 1908 nach Plänen von Hans Granichstaedten im Jugendstil errichtet und hat seinen ursprünglichen architektonischen Charakter bewahrt. Es handelt sich um einen langgestreckten ein- bis zweigeschoßigen Baukörper, bei dem sich in der Mittelachse die überhöhte, original erhaltene Bahnhofshalle befindet. Die gesamten Fassaden und Bauteile sind vom charakteristischen Dekor des späten Jugendstils geprägt. Das Bahnsteigdach ruht auf Gusseisensäulen. | BDA-Hist.: Q38063695 Status: Bescheid Stand der BDA-Liste: 2025-06-30 Name: Aufnahmsgebäude Villach Westbahnhof GstNr.: .788 Station building of Villach Westbahnhof |
| ja    | Datei hochladen | Beamtenwohnhaus HERIS-ID: 55097 Objekt-ID: 63611                                                                                        | Tiroler Straße 6 Standort KG: Villach                                 | Das Gebäude wurde 1910 von der k. und k. Staatsbahndirektion als Beamtenwohnhaus errichtet. Das langgestreckte, dreigeschoßige Haus zeigt späthistoristisch-secessionistische Formen und besitzt an den Stirnseiten Holzloggien. | BDA-Hist.: Q38063677 Status: Bescheid Stand der BDA-Liste: 2025-06-30 Name: Beamtenwohnhaus GstNr.: .765 Villach, Tiroler Straße 6 |
| ja    | Datei hochladen | Villa Egger HERIS-ID: 37536 Objekt-ID: 36717                                                                                            | Völkendorfer Straße 4 Standort KG: Villach                            | Die Villa Egger ist eine 1904 vermutlich nach Plänen von Hecke errichtete dreigeschoßige secessionistische Villa mit dominantem Eckturm, durch Attika überhöhten Mittelachsen und einem von einem Atlanten getragenen Balkon. | BDA-Hist.: Q37976097 Status: Bescheid Stand der BDA-Liste: 2025-06-30 Name: Villa Egger GstNr.: .181/1 Villa Egger, Villach |
| ja    | Datei hochladen | Volksschule HERIS-ID: 36184 Objekt-ID: 35042                                                                                            | Walter-v.-d.Vogelweide-Park 1 Standort KG: Villach                    | Die Volksschule wurde 1905 von Josef Willroider nach Plänen von Fritz Rupp im Heimatstil errichtet. Der dreigeschoßige Bau mit dominanten, vorgezogenen Walmdächern und verbretterten Giebeln hat um ein Geschoß erhöhte Seitenrisalite. Das Vestibül ist mit neobarocken-secessionistischen Stuckdekor ausgestattet, das Stiegenhaus mit bemerkenswerten Gittern. | BDA-Hist.: Q37969152 Status: Bescheid Stand der BDA-Liste: 2025-06-30 Name: Volksschule GstNr.: .743 Volksschule Lind (Villach) |
| ja    | Datei hochladen | Bürgerhaus HERIS-ID: 85896 Objekt-ID: 100145seit 2016                                                                                   | Weißbriachgasse 1 Standort KG: Villach                                | | BDA-Hist.: Q37713777 Status: Bescheid Stand der BDA-Liste: 2025-06-30 Name: Bürgerhaus GstNr.: .116 |
| ja    | Datei hochladen | Bürgerhaus, Six- oder Härb-Haus HERIS-ID: 55090 Objekt-ID: 63595                                                                        | Weißbriachgasse 6 Standort KG: Villach                                | Das Six-Haus ist ein zweigeschoßiger, fünfachsiger Bau mit Attikageschoß und stammt im Kern aus dem 16. Jahrhundert. Die Einfahrt besitzt ein Netzgratgewölbe aus der ersten Hälfte des 16. Jahrhunderts. | BDA-Hist.: Q38063600 Status: Bescheid Stand der BDA-Liste: 2025-06-30 Name: Bürgerhaus, Six-oder Härb-Haus GstNr.: .99 Haus Weißbriachgasse 6 (Villach) |
| ja    | Datei hochladen | Musikschule HERIS-ID: 36186 Objekt-ID: 35044                                                                                            | Widmanngasse 12 Standort KG: Villach                                  | Das Gebäude der Musikschule wurde von 1566 bis 1616 errichtet, die Fassade im zweiten Viertel des 19. Jahrhunderts erneuert. Die fünfjochige Halle ist von einer Stichkappentonne überwölbt. Der Innenhof besitzt auf drei Seiten kreuzgratgewölbte Säulenarkaden über zwei Geschoße. Der linke Flügel wurde 1946/47 nach Kriegsbeschädigung rekonstruiert. | BDA-Hist.: Q37969168 Status: Bescheid Stand der BDA-Liste: 2025-06-30 Name: Musikschule GstNr.: .8/1 Villach Musikschule |
| ja    | Datei hochladen | Immaculatasäule HERIS-ID: 84742 Objekt-ID: 98886                                                                                        | bei Widmanngasse 20 Standort KG: Villach                              | Die Maria-Immaculata-Säule besteht aus einem Postament, darauf einer kurzen Säule und einer Marienfigur. Die Statue stammt aus derselben Werkstatt (Franz Bettini, bzw. Wittini) wie die Dreifaltigkeitsäule am Hauptplatz. Das Denkmal wurde von Andreas Schmidt und seiner Gattin Theresia gestiftet. Die Inschrift am Postament ist ein Chronogramm und ergibt die Jahreszahl 1740. | BDA-Hist.: Q38183770 Status: § 2a Stand der BDA-Liste: 2025-06-30 Name: Immaculatasäule GstNr.: 1078/29 Immaculatasäule, Widmanngasse, Villach |
| ja    | Datei hochladen | Bürgerhaus HERIS-ID: 36188 Objekt-ID: 35046                                                                                             | Widmanngasse 30 Standort KG: Villach                                  | Das zweigeschoßige, sechsachsige Bürgerhaus stammt im Kern aus dem 16. Jahrhundert, die Fassade aus der ersten Hälfte des 19. Jahrhunderts. Der zweigeschoßige Arkadenhof hat skulpturierte Kapitelle, zwei davon sind mit 1548 und 1694 bezeichnet. Weiters ist ein Wappen mit der Inschrift „Laus Deo“ angebracht. | BDA-Hist.: Q37969184 Status: Bescheid Stand der BDA-Liste: 2025-06-30 Name: Bürgerhaus GstNr.: .153 Haus Widmanngasse 30 (Villach) |
| ja    | Datei hochladen | Bürgerhaus HERIS-ID: 36189 Objekt-ID: 35047                                                                                             | Widmanngasse 32 Standort KG: Villach                                  | Das zweigeschoßige, fünfachsige Haus hat eine späthistoristische Fassade von 1896. Die spätgotische Eingangshalle ist mit Kreuzgratgewölbe aus der ersten Hälfte des 16. Jahrhunderts versehen. Aus derselben Zeit stammt auch der Arkadengang mit Kreuzgratgewölbe im Innenhof. | BDA-Hist.: Q37969200 Status: Bescheid Stand der BDA-Liste: 2025-06-30 Name: Bürgerhaus GstNr.: .152/1 Haus Widmanngasse 32 (Villach) |
| ja    | Datei hochladen | Bürgerhaus, Strannerhof HERIS-ID: 36190 Objekt-ID: 35048                                                                                | Widmanngasse 34 Standort KG: Villach                                  | Der Strannerhof ist ein zweigeschoßiger, dreiachsiger Bau auf langer Parzelle mit erneuerter Fassade. Die Einfahrt hat eine Stichkappentonne aus der ersten Hälfte des 16. Jahrhunderts. | BDA-Hist.: Q37969217 Status: Bescheid Stand der BDA-Liste: 2025-06-30 Name: Bürgerhaus, Strannerhof GstNr.: .151 Haus Widmanngasse 34 (Villach) |
| ja    | Datei hochladen | Wohnhaus HERIS-ID: 112567 Objekt-ID: 130774seit 2017                                                                                    | Widmanngasse 35 Standort KG: Villach                                  | | BDA-Hist.: Q37831690 Status: Bescheid Stand der BDA-Liste: 2025-06-30 Name: Wohnhaus GstNr.: .119 Widmanngasse 35 (Villach) |
| ja    | Datei hochladen | Stadtmuseum, ehem. Palais Crusiz HERIS-ID: 36191 Objekt-ID: 35049                                                                       | Widmanngasse 38 Standort KG: Villach                                  | Das dreigeschoßige neunachsige Palais mit dreigeschoßigen Arkaden wurde im 16. Jahrhundert errichtet. Die Fassade wurde 1890 von A. C. Candolini späthistoristisch gestaltet. | BDA-Hist.: Q2327698 Status: Bescheid Stand der BDA-Liste: 2025-06-30 Name: Stadtmuseum, ehem. Palais Crusiz GstNr.: .146, 155, 159 Stadtmuseum Villach |
| ja    | Datei hochladen | Evang. Pfarrkirche A. B. HERIS-ID: 54189 Objekt-ID: 62358                                                                               | Wilhelm-Hohenheim-Straße Standort KG: Villach                         | Die 1901–1903 nach Plänen von Ludwig Schöne erbaute Kirche ist ein neugotischer Ziegelrohbau mit viergeschoßigem Fassadenturm und einheitlicher neugotischer Einrichtung. | BDA-Hist.: Q1429648 Status: § 2a Stand der BDA-Liste: 2025-06-30 Name: Evang. Pfarrkirche A. B. GstNr.: .642 Evangelische Kirche im Stadtpark Villach |
| ja    | Datei hochladen | Evang. Pfarramt A. B. HERIS-ID: 85844 Objekt-ID: 100091                                                                                 | Wilhelm-Hohenheim-Straße 3 Standort KG: Villach                       | Das Evangelische Pfarramt ist ein zweigeschoßiger Bau aus der Zwischenkriegszeit, der durch einen dreigeschoßigen Risalit unter einem Walmdach akzentuiert wird. | BDA-Hist.: Q37712699 Status: § 2a Stand der BDA-Liste: 2025-06-30 Name: Evang. Pfarramt A. B. GstNr.: .1489 |
| ja    | Datei hochladen | Villa HERIS-ID: 112300 Objekt-ID: 130413seit 2014                                                                                       | Wilhelm-Hohenheim-Straße 18 Standort KG: Villach                      | | BDA-Hist.: Q37830381 Status: Bescheid Stand der BDA-Liste: 2025-06-30 Name: Villa GstNr.: .672, 353/3 Villa, Wilhelm-Hohenheim-Straße 18, Villach |
| ja    | Datei hochladen | Postament mit Florafigur im Schillerpark HERIS-ID: 84831 Objekt-ID: 98987                                                               | Schillerpark Standort KG: Villach                                     | Die Eisengussfigur wurde 1867 von Franz Melnitzky geschaffen und steht seit 1908 im Park. Sie soll Ceres darstellen. | BDA-Hist.: Q38184019 Status: § 2a Stand der BDA-Liste: 2025-06-30 Name: Postament mit Florafigur im Schillerpark GstNr.: 382 Schillerpark, Villach - Musenskulptur |
| ja    | Datei hochladen | Rautherbrunnen HERIS-ID: 84751 Objekt-ID: 98895                                                                                         | Kirchenplatz Standort KG: Villach                                     | Der Brunnen wurde 1906 von Alfred Keller zusammen mit der Kirchenrampe errichtet. | BDA-Hist.: Q38183827 Status: § 2a Stand der BDA-Liste: 2025-06-30 Name: Rautherbrunnen GstNr.: .125/1 Rautherbrunnen in Villach |
| ja    | Datei hochladen | Kommunaler Wohnbau HERIS-ID: 36131 Objekt-ID: 34986                                                                                     | Othmar-Crusiz-Straße 4 Standort KG: Völkendorf                        | Der dreigeschoßige Gemeindebau wurde 1930/31 errichtet. Er wird durch horizontale Fensterbänder und einen niedrigen, abgerundeten Ecktrakt gegliedert. | BDA-Hist.: Q37969052 Status: Bescheid Stand der BDA-Liste: 2025-06-30 Name: Kommunaler Wohnbau GstNr.: .387/1, .387/2 Haus Othmar-Crusiz-Straße 4 in Villach |
| ja    | Datei hochladen | Kath. Pfarrkirche Heiligste Dreifaltigkeit, Völkendorf HERIS-ID: 55107 Objekt-ID: 63631                                                 | bei Paulapromenade 18 Standort KG: Völkendorf                         | Der Rechteckbau unter vorgezogenem Satteldach und mit im Glockengeschoß offenem Chorturm wurde 1967 nach Plänen von Walter Pinzer errichtet. | BDA-Hist.: Q2083275 Status: § 2a Stand der BDA-Liste: 2025-06-30 Name: Kath. Pfarrkirche Heiligste Dreifaltigkeit, Völkendorf GstNr.: .1117 Pfarrkirche Völkendorf |
| ja    | Datei hochladen | Kath. Pfarrkirche hl. Josef HERIS-ID: 84709 Objekt-ID: 98851                                                                            | Richtstraße 33 Standort KG: Völkendorf                                | Die Kirche wurde 1948–1951 nach Plänen von Max Wochinz errichtet. Sie hat einen einschiffigen Saal mit geschlossener Vorhalle und rechteckigem Altarraum. Zum Teil hat sie barocke Ausstattung. | BDA-Hist.: Q1546183 Status: § 2a Stand der BDA-Liste: 2025-06-30 Name: Kath. Pfarrkirche hl. Josef GstNr.: 177/12, 177/13 Pfarrkirche St. Josef (Villach) |
| ja    | Datei hochladen | Kath. Filialkirche hl. Johannes HERIS-ID: 55106 Objekt-ID: 63630                                                                        | St.Johanner Höhenstraße Standort KG: Völkendorf                       | Die kleine gotische Kirche mit kreuzrippengewölbtem Chor wurde im 14. Jahrhundert errichtet. Am Hochaltar aus dem späten 17. Jahrhundert ist ein Gemälde Taufe Christi. | BDA-Hist.: Q1413091 Status: § 2a Stand der BDA-Liste: 2025-06-30 Name: Kath. Filialkirche hl. Johannes GstNr.: .48 St. Johannes (Völkendorf) |
| ja    | Datei hochladen | Schloss Werthenau HERIS-ID: 36182 Objekt-ID: 35040                                                                                      | Völkendorfer Straße 86, 86a, 86b Standort KG: Völkendorf              | Der dreigeschoßige kubische Edelmannsitz mit zwei Eckerkertürmchen und kreuzgratgewölbten Erdgeschoßräumen wurde im 17. Jahrhundert errichtet. | BDA-Hist.: Q2244087 Status: Bescheid Stand der BDA-Liste: 2025-06-30 Name: Schloss Werthenau GstNr.: .40 Schloss Werthenau |
| ja    | Datei hochladen | Kath. Filialkirche hl. Ulrich HERIS-ID: 54831 Objekt-ID: 63244                                                                          | Sankt Ulrich, Lindenplatz Standort KG: Wernberg II                    | Die Kirche mit niedrigem gotischen Chor wurde 1966 verbreitert: das im Kern romanische Langhaus wurde verbreitert und verlängert. Bemerkenswert ist der kleine gotische Flügelaltar (um 1500). | BDA-Hist.: Q1413263 Status: § 2a Stand der BDA-Liste: 2025-06-30 Name: Kath. Filialkirche hl. Ulrich GstNr.: .96 Filialkirche St. Ulrich (Villach) |
| ja    | Datei hochladen | Friedhofskreuz HERIS-ID: 84838 Objekt-ID: 98995                                                                                         | Sankt Ulrich, Lindenplatz Standort KG: Wernberg II                    | | BDA-Hist.: Q38184094 Status: § 2a Stand der BDA-Liste: 2025-06-30 Name: Friedhofskreuz GstNr.: 1001/1 |
| ja    | Datei hochladen | Kath. Filialkirche hl. Laurentius und Friedhof HERIS-ID: 54376 Objekt-ID: 62630                                                         | Oberwollanig, Oberwollaniger Straße Standort KG: Wollanig             | Die kleine steinplattlgedeckte Kirche mit östlichem Dachreiter hat ein romanisches Langhaus und einen gotischen Chor aus dem 14. Jahrhundert. Volkstümliche Wand- und Gemäldemalereien im Chor sind aus dem frühen 16. Jahrhundert. Der Hochaltar (Altarblatt hl. Laurentius) ist mit 1706 bezeichnet. Eine Glocke ist aus dem 12. Jahrhundert. | BDA-Hist.: Q1742653 Status: § 2a Stand der BDA-Liste: 2025-06-30 Name: Kath. Filialkirche hl. Laurentius und Friedhof GstNr.: .1, 404/2 Filialkirche Wollanig |